# Personaggi di Digimon Tamers

I Domatori protagonisti di Tamers, da sinistra a destra: in alto Rika, Takato, Jeri, Henry, Ryo, Kenta e Kazu; in basso Akemi, Mako e Suzie.

Il seguente è un elenco dei personaggi che compaiono nella serie anime dedicata al media franchise giapponese Digimon, Digimon Tamers.

## Domatori

### Ryō Akiyama e Cyberdramon
Ryō Akiyama (秋山 リョウ?, Akiyama Ryō) è l'unico personaggio umano ad essere presente in due continuity diverse. Il suo Digimon partner è Cyberdramon. Il personaggio di Ryō proviene da una serie di videogiochi per WonderSwan, quest'ultima iniziata con Digimon Adventure: Anode/Cathode Tamer, dopodiché appare in una serie di cameo per poi fare la sua ultima apparizione in Tamers e nel secondo film dedicato alla serie. Fa anche una breve apparizione nell'episodio 23 di Digimon Adventure 02, all'interno di un flashback di Ken Ichijouji. È l'unica persona a riuscire a sconfiggere Rika al gioco di carte di Digimon in un torneo, Ryō svanisce misteriosamente nel nulla l'anno successivo alla sua vittoria nel torneo. La verità è che Ryō viene in qualche modo risucchiato a Digiworld e decide di rimanervi per tenere Cyberdramon sotto controllo.
Fa la sua prima apparizione nella serie quando Kazu, Kenta, Rika e Renamon vengono separati dagli altri a causa di un Flusso di Dati. Successivamente, Ryō aiuta gli altri a tornare nel mondo reale, ma decide di seguirli. Tornando nel mondo reale, Cyberdramon regredisce in Monodramon e viene apparentemente liberato dal virus violento che lo tormenta. Successivamente Ryō sarà in grado di biodigievolvere con Cyberdramon per diventare Justimon e, grazie a questo, riesce ad aiutare gli altri nella tremenda battaglia contro il D-Reaper. Ryō è il solo personaggio che appare sia nelle serie di Adventure che in quella di Tamers. Fu deciso che Ryō sarebbe stato incluso in Tamers grazie alla sua immensa popolarità a quel tempo come personaggio principale di diversi videogiochi dedicati ai Digimon. L'ultimo gioco per WonderSwan in cui Ryō è il protagonista, Brave Tamer, serve da collegamento nella catena che lo collega sia alla serie di Adventure che a quella di Tamers.
Nel film Digimon Tamers: Runaway Digimon Express appare sotto forma di Justimon durante il combattimento contro Parasimon, dopo che Takato, Henry e Rika biodigievolvono con i loro Digimon. Tuttavia, ci sono troppi Parasimon da combattere ed i quattro stanno per avere la peggio, finché Gallantmon Crimson Mode non riesce a distruggere il varco dal quale fuoriescono i Parasimon grazie alla sua Spada Supersonica. Dopo la battaglia, Ryō e Cyberdramon partecipano alla festa a sorpresa organizzata per il compleanno di Rika.
È doppiato in giapponese da Jun'ichi Kanemaru e in italiano da Alessio De Filippis.

### Jeri Katou
Jeri Katou (加藤 樹莉?, Katou Juri) è una ragazza molto allegra e dolce che è sempre presente per incoraggiare i suoi amici. Inizialmente, Jeri non è molto importante nella serie. È inizialmente una compagna di classe di Takato per cui il ragazzo ha una cotta, che non diventerà una Domatrice di Digimon prima del susseguirsi di alcuni eventi. Si potrebbe dire che Jeri rappresenti il prototipo della bambina perfetta, grazie alla sua personalità allegra e vivace. Tuttavia, c'è una scena in cui lei dice di non essere interessata ai Digimon, ma nello stesso momento le cadono dalla tasca numerose carte del gioco di Digimon. Il suo calzino simile ad un pupazzo a forma di cane è spesso presente sulla sua mano e la ragazza lo usa per cominciare una conversazione.
Mentre Kazu e Kenta corrono via quando l'esistenza di Guilmon, il Digimon partner di Takato, viene comprovata, Jeri diventa molto velocemente amica della strana forma di vita digitale, diventando così il primo a farlo non essendo un Domatore.
Jeri non è totalmente estranea al gioco di carte di Digimon e possiede alcune carte molto rare. Quando lei e Rika diventano amiche, la ragazza le dà alcuni preziosi consigli su quali carte usare: è proprio questo il punto di partenza della loro amicizia. Successivamente, Jeri diventa una Domatrice ed il suo Digimon partner è Leomon, anche se il loro rapporto inizia in modo alquanto strano. Jeri infatti non si comporta come una Domatrice, rincorrendo il Digimon all'impazzata, chiamandolo "Principe Leomon", ed apparendo quasi vittima di un colpo di fulmine nei suoi confronti. Alla fine la ragazza diventa ufficialmente la partner di Leomon quando quest'ultimo viene ferito da un attacco di Makuramon. Improvvisamente, un Digivice giallo cade dolcemente tra le mani di Jeri e la ragazza lo usa per guarire Leomon, provando di essere la sua vera Domatrice. Successivamente a questi eventi, lei, Kazu, Kenta e gli altri Domatori si recheranno a Digiworld per cercare il loro amico Calumon, rapito dallo stesso Makuramon.
Jeri dimostra di essere una Domatrice molto capace con del potenziale per diventare la migliore. In un'occasione, utilizza infatti la carta estremamente potente e rara di LadyDevimon, grazie alla quale digimodifica Leomon e riesce a distruggere il malvagio Orochimon che l'aveva rapita. Sfortunatamente, la sua carriera come Domatrice è molto breve, poiché, nello scontro con Beelzemon, quest'ultimo distrugge Leomon ed assorbe i suoi dati, impedendogli di rinascere.
Dopo questo evento, Jeri si estrania da tutti, credendo che il suo destino sia di rimanere sola. Qualche tempo dopo il ritorno dei Domatori nel mondo reale, la sua facciata di allegria viene strappata da alcuni flashback e da una breve spiegazione del suo passato che la ragazza fornisce a Takato, svelando il suo passato molto poco felice. La sua madre biologica, infatti, era morta qualche tempo prima e, quando Jeri aveva incontrato la sua matrigna, non le aveva dato nessuna possibilità di rapportarsi a lei, perché ancora profondamente traumatizzata dalla morte della sua vera madre. Dopo questi eventi, Jeri aveva iniziato a pensare di essere una persona cattiva, perché nel suo inconscio sapeva che la sua matrigna era una brava donna, ma lei non si sentiva in grado di accettarla e di relazionarsi con lei. La ragazza, inoltre, non poteva fare a meno di pensare continuamente alle parole che suo padre aveva detto dopo la morte di sua madre, e che Leomon aveva ripetuto prima di morire: che tutto sia legato al destino, senza possibilità di modificare gli eventi.
Jeri non mostra alcun segnale di attenzione riguardo a quello che accade intorno a lei, continuando semplicemente a guardare nel suo Digivice D-Arc, ora inattivo. L'unica reazione degna di nota si verifica quando Takato e Guilmon, fusi in Gallantmon, sono sul punto di uccidere Beelzemon dopo averlo sconfitto; la ragazza grida ai due di risparmiarlo e, quando Beelzemon gliene chiede i motivi, Jeri tra le lacrime dice che non vuole che un altro essere muoia per colpa sua, anche perché Leomon non tornerà indietro. Quando la ragazza scompare per un momento, torna poco dopo con i suoi occhi che sembrano completamente diversi, come se fosse posseduta da qualcosa, e con un sorriso malvagio dipinto sul volto anche dopo il ritorno dei ragazzi a Tokyo.
Successivamente si scopre che la Jeri tornata a Tokyo non è altri che l'Agente 01 del D-Reaper, come viene mostrato dalle sue "ali", che aveva assunto la forma di Jeri per imparare tutto ciò che poteva sui Domatori. La vera Jeri era stata portata via e tenuta prigioniera nella Sfera Kernel all'interno del D-Reaper. L'Agente 01 dice che Jeri era l'essere perfetto per il D-Reaper, il quale aveva usato la sua tristezza per rafforzarsi. Durante questo lasso di tempo, Calumon in qualche modo sente la sua presenza e fa un tentativo di liberarla insieme ad Impmon, il quale, dopo essere piombato nei sensi di colpa per ciò che aveva fatto a Jeri, diventa determinato nel salvarla. Impmon digievolve in Beelzemon Blast Mode per sconfiggere un gran numero di Agenti Bubble e riesce ad aprire un varco abbastanza grande nella Sfera Kernel per permettere a Calumon di entrarci, ma poi viene catturato. Alla fine viene liberato e buttato fuori dal D-Reaper, ma, grazie a Gallantmon e Grani, che riescono a sconfiggere l'Agente a guardia della Sfera, riesce ad avvicinarsi nuovamente e fa un nuovo tentativo di liberare Jeri dalla sua prigione. Il Digimon riesce infine ad aprirsi un varco quando in qualche modo riesce ad evocare i dati di Leomon da lui assorbiti e a richiamare il suo attacco Pugno Regale. Sfortunatamente, ciò ha un effetto avverso su Jeri, ricordandole che Leomon era morto e che colui che l'aveva eliminato era proprio lì di fronte a lei. Terrorizzata, la ragazza si allontana da quello che sarebbe stato il suo salvatore. Vista la gravità della situazione e le parole d'incoraggiamento di Takato, Jeri accetta infine le buone intenzioni di Beelzemon ma è ormai troppo tardi: la Sfera si richiude nuovamente, intrappolando lei e Calumon ancora una volta.
Nel frattempo, il pupazzo di Jeri viene controllato dal D-Reaper ed usato per cercare di convincere Jeri che gli umani non meritano di vivere. Il D-Reaper riesce a nutrire le emozioni negative della ragazza, ma, gradualmente, grazie a Calumon Jeri decide di controbattere e rigettare l'idea della vera morte. La ragazza ricorda le parole di Leomon mentre lui stava per morire, ossia che lei aveva ancora molto da vivere e così tutti gli altri, e viene liberata da Takato dopo la sconfitta del D-Reaper. Durante la battaglia, Gallantmon e Gallantmon Crimson Mode avevano provato a raggiungere la Sfera Kernel e a liberarla. Gallantmon Crimson Mode era riuscito a sconfiggere e distruggere molti Agenti nei suoi tentativi di liberarla, compreso l'immensamente potente Agente 01. Mentre Gallantmon Crimson Mode era impegnato a lottare, Jeri era riuscita a rompere la Sfera Kernel grazie al suo D-Arc, ma questa aveva cominciato a riempirsi con la Massa di Caos. Calumon in qualche modo era riuscito a proteggere Jeri e sé stesso con un campo di forza e a trasportarlo al di fuori della Sfera Kernel. Gallantmon Crimson Mode aveva quindi raggiunto la Sfera, non trovandovi più la ragazza che si trovava lì vicino, ma prima che potesse ricongiungersi con lei era regredito in Guilmon e Takato. Quindi quest'ultimo era finalmente riuscito a salvare Jeri grazie a Guilmon, che l'aveva lanciato da lei con la sua coda.
Alla fine della serie, Jeri riesce ad uscire dalla sua depressione grazie a Takato e Calumon, capendo che gli esseri umani possono plasmare il proprio destino e che lei non sarebbe mai stata sola. Infine, Jeri decide di perdonare Impmon, con grande sollievo del Digimon.
Durante la Saga del D-Reaper, Calumon sembra una sorta di secondo partner per la ragazza, andando a liberarla con Beelzemon, tirandola su e proteggendola in qualche modo con il campo di forza durante la battaglia finale prima che Takato riesca a liberarla. Inoltre, quando tutti dicono addio ai propri partner alla fine, Jeri dice addio a Calumon, ringraziandolo per averla aiutata fino alla fine.
È doppiata in giapponese da Yoko Asada e in italiano da Daniela Calò.

### Leomon
Leomon (レオモン?, Reomon) è un Digimon animale di livello campione. Prima di bioemergere nel mondo reale, Leomon conosceva un mondo fatto solo di conflitti senza fine. Inizialmente, infatti, è un po' spaventato dall'affetto di Jeri e dalla sua insistenza nell'affermare che lui sia il suo partner. Tuttavia, conoscendola, il Digimon inizia a preoccuparsi per lei e a proteggerla, diventando il vero Digimon partner della ragazza dopo il pericolo mortale corso contro Makuramon.
Nonostante i dubbi di Jeri sull'essere degna o meno di essere una Domatrice, Leomon dimostra di avere molta fiducia in lei. Il Digimon in un'occasione le dice che sembra essere molto piccola, ma che in realtà ha un cuore di leone. Tuttavia, le cose precipitano durante la cruda battaglia contro Beelzemon, quando Leomon ferma il braccio del Digimon per impedirgli di uccidere Kyubimon. Leomon parla al farneticante Digimon e gli dice che semplicemente avere potere non rende forti, ma Beelzemon si vendica delle parole del Digimon trafiggendone il petto con i suoi artigli. Leomon muore e Beelzemon assorbe i suoi dati, causando una fortissima depressione in Jeri e rendendola il soggetto perfetto per le ricerche del D-Reaper. Le ultime parole del Digimon sono per Jeri: infatti, Leomon le dice che questo era il suo destino e che era scritto che finisse così. Leomon è molto convinto che ogni individuo abbia un proprio destino e che intorno ad esso ruotino le vite di tutti. Jeri alla fine riesce a superare la tristezza che l'attanaglia ricordando le parole di Leomon, che le danno la fiducia necessaria a fronteggiare il D-Reaper, dandole la convinzione di poter plasmare il proprio destino con le sue mani. Contrariamente alle eliminazioni di Angemon in Adventure e di Wormmon in Adventure 02, che successivamente ritornano alla vita, questa è la sola occasione in cui il partner di un Digiprescelto muore senza lasciare dietro di sé un Digiuovo che possa farlo rinascere, poiché Beelzemon assorbe i suoi dati. Tuttavia, il suo spirito sembra intervenire in aiuto diverse volte: Beelzemon Blast Mode riesce a liberare Jeri dalla Sfera Kernel e ad entrarvi lui stesso grazie alla sua invocazione dell'attacco Pugno Regale di Leomon, che riesce a distruggere la Sfera. Quando riesce in ciò, un'immagine di Leomon appare sopra di lui, come se il suo spirito stesse dando una mano. Inoltre, quando Jeri inizia a riguadagnare fiducia, la ragazza fa una domanda a Leomon ed un'immagine di lui intenta ad annuire appare sul D-Arc della ragazza.
È doppiato in giapponese da Hiroaki Hirata e in italiano da Stefano Mondini.

### Kazu Shioda
Kazu Shioda (塩田 博和?, Shiota Hirokazu) è uno dei migliori amici di Takato ed è un appassionato giocatore del gioco di carte di Digimon: infatti, non c'è niente che piaccia di più a Kazu che sconfiggere i suoi amici Takato e Kenta tutte le volte che può. Il suo coinvolgimento in Tamers inizia veramente quando Takato lo batte al gioco di carte, stupendolo; tuttavia, quando Takato parla di "veri combattimenti", Kazu decide di andare a fondo della questione. Quando Kazu incontra per la prima volta Guilmon, il Digimon partner di Takato, lui e Kenta si spaventano e corrono via, ma, quando sono testimoni della prima apparizione WarGrowlmon, la Matrixdigievoluzione di Guilmon, iniziano a capire cosa significhi veramente essere un Domatore. Kazu spesso funge da espediente comico per i Domatori, grazie agli scherzi e alle battute che il ragazzo fa continuamente per rendere l'atmosfera più leggera e spensierata. Il bersaglio preferito di questi scherzi è Kenta e i due formano una bella coppia. Spesso Kazu riesce anche da solo a divertire gli altri Domatori e, quando successivamente Guardromon diventa il suo Digimon partner, numerosi sono i siparietti tra loro che spesso finiscono in una confusione totale. Kazu può sembrare solo un burlone senza alcuno scopo, ma in realtà è un ottimo amico che dà tutto se stesso per aiutare gli altri quando sa che è la cosa giusta da fare.
Kazu prova di essere un buon amico quando regala a Takato una Carta Blu disegnata da lui stesso. Il ragazzo dice che, poiché lo stesso Guilmon è nato da un disegno fatto da Takato, la sua carta funzionerà nello stesso modo dell'originale. Il ragionamento di Kazu è giusto e permette a Takato di salvare una situazione complicata creata dal Deva Indramon. Segretamente, Kazu vuole diventare lui stesso un Domatore ed essere bravo tanto quanto gli altri. Gli viene data questa possibilità durante il viaggio dei Domatori a Digiworld, al quale partecipano anche Kazu e Kenta per trovare i loro Digimon partner. Nonostante la ricerca sia inizialmente infruttuosa, Kazu viene ripagato dei suoi duri sforzi quando Guardromon diviene il suo Digimon partner.
Kazu è l'unico che rimane al fianco di Guardromon quando il Digimon viene ferito da Orochimon, mentre gli altri si occupano di liberare Jeri, rapita dallo stesso Orochimon. I due sviluppano velocemente una relazione simile a quella di un Domatore e del suo Digimon partner, sia in battaglia che in diverse battute di Kazu che a Guardromon piace ripetere (anche se il Digimon spesso non capisce bene ciò che gli viene detto (in un'occasione, ad esempio, Kazu dice a Guardromon di "tenere d'occhio Suzie" e, quando la bambina vola via, Guardromon dice di "averla tenuta d'occhio finché non è sparita", dimostrando di aver male interpretato ciò che Kazu voleva intendere). Kazu e Guardromon cercano di fare del loro meglio per aiutare gli altri Domatori nella battaglia finale contro il D-Reaper. In una circostanza, infatti, i due riescono anche a salvare la vita a Justimon, che stava per essere investito da un blocco di cemento colossale. Nell'ultimo episodio della serie, Kazu è costretto a dire addio a Guardromon (regredito intanto in Kapurimon) che, a causa degli effetti del programma Shaggai, è costretto a lasciare il mondo reale e tornare a Digiworld.
Durante l'inarrestabile fuga di Locomon, Kazu, Guardromon, Kenta e MarineAngemon incontrano Henry e Lopmon (che Henry aveva accidentalmente scambiato per Terriermon quando si era separato dalla sorella Suzie, anche se poi successivamente riuscirà a riscambiarli) e seguono Locomon su una piccola locomotiva, con la forza motrice fornita dai propulsori di Guardromon. Durante l'attacco dei Parasimon, Kazu e Guardromon assistono gli altri in battaglia. Successivamente, dopo la vittoria dei Domatori, Kazu partecipa alla festa di compleanno a sorpresa organizzata per Rika.
È doppiato in giapponese da Yukiko Tamaki e in italiano da Maura Cenciarelli.

### Guardromon
Guardromon (ガードロモン?, Gādoromon) è un Digimon macchina di livello campione. Separati da Takato, Henry e Terriermon, il resto dei Domatori, capeggiati da Rika, incontra un Andromon che stava provando in tutti i modi a liberare un villaggio di Gekomon dal controllo di Orochimon, il quale aveva messo in schiavitù l'intero villaggio e lo aveva costretto a preparare continuamente sakè per lui. Andromon viene gravemente ferito nell'ultima battaglia e viene portato dai Domatori al villaggio dei Gekomon, in cui i ragazzi riescono a convincere il leader dei piccoli Digimon a dare loro del sake e della Polvere Digitale per guarire il Digimon androide. Tuttavia, Andromon ha perso troppa della sua energia nel combattimento contro Orochimon e regredisce in Guardromon.
Guardromon aiuta i Domatori a liberare Jeri da Orochimon, che l'aveva rapita precedentemente costringendola a servirgli continuamente il sake. I Domatori ideano un piano e si nascondono nei barili di sake solitamente destinati ad Orochimon, così da potersi recare sulla sua isola senza essere rilevati. Dopo la distruzione di Orochimon, Guardromon diventa il Digimon partner ufficiale di Kazu, con cui aveva stabilito fin dall'inizio un legame di amicizia e di rispetto. Guardromon aiuta diverse volte i Domatori nel resto della serie, prevalentemente nelle battaglie contro Beelzemon ed il D-Reaper, risultando molto utile in diverse occasioni, come quando salva la vita a Gallantmon che stava per essere eliminato da Beelzemon o come quando salva Justimon da un enorme blocco di cemento scagliatogli addosso da uno degli agenti del D-Reaper, distruggendolo grazie ai suoi Missili Sibilanti.
Guardromon, come detto, gioca un ruolo importante in Runaway Digimon Express, fungendo da propulsore per la locomotiva dei Domatori all'inseguimento di Locomon. Quando Locomon digievolve GranLocomon, i Parasimon iniziano ad attaccare Tokyo e Guardromon si unisce alla battaglia, eliminando diversi Parasimon grazie ai suoi Missili Sibilanti.
È doppiato in giapponese da Kiyoyuki Yanada e in italiano da Gerolamo Alchieri.

### Kenta Kitagawa
Kenta Kitagawa (北川 健太?, Kitagawa Kenta) è un assiduo giocatore del gioco di carte di Digimon, ma perde troppo spesso contro il suo amico Kazu e non è mai riuscito a vincere contro di lui. Kenta spesso pretende la paternità delle numerose buffonate che Kazu fa durante la stagione di Tamers poiché Kenta tende a essere incluso in molte di queste, come quando i due fanno finta di essere dei Digimon per Jijimon e Babamon quando avrebbe dovuto essere l'esatto contrario. Il suo Digimon partner è MarineAngemon.
Inizialmente, Kenta non è un personaggio coinvolto nella gesta dei Domatori, se non secondariamente o assistendo ad alcune battaglie. Così come Kazu, anche Kenta desidera ardentemente diventare un Domatore e aiutare i suoi amici nelle loro battaglie. Per questo motivo, Kenta, insieme con Kazu, decide di seguire Takato, Guilmon, Henry, Terriermon, Rika, Renamon, Jeri e Leomon quando questi decidono di recarsi a Digiworld per andare a salvare Calumon, rapito dal Deva Makuramon.
Quando Guardromon diventa il Digimon partner di Kazu, Kenta rimane l'unico a non avere un proprio Digimon. Kenta sembra piuttosto geloso e arrabbiato per questo, cosa che lo porta a chiedere a Guilmon di essere temporaneamente il suo Digimon quando Takato, Henry e Terriermon vengono separati dal gruppo.
Quando il gruppo è sul punto di tornare a casa, un MarineAngemon cade improvvisamente dal cielo dopo che Calumon permette la Digievoluzione della maggior parte dei Digimon di Digiworld nelle loro forme di livello mega. Il Digimon, fin dall'inizio, sembra essere molto affezionato a Kenta anche dopo che il ragazzo gli consiglia di andare via, raccomandandogli di non prendere parte alla battaglia contro il D-Reaper per via delle sue piccole dimensioni nonostante sia un Digimon di livello mega. Tuttavia, mentre i Domatori sono all'interno dell'Arca diretti verso il mondo reale, MarineAngemon appare all'interno della tasca dei pantaloni di Kenta insieme con il suo Digivice D-Arc. Ciò rende Kenta l'unico Domatore ad avere un Digimon di livello mega come Digimon partner, come lo stesso Kenta sottolinea entusiasta. Tempo dopo l'inizio della loro relazione, Kenta dimostra di capire cosa voglia dire MarineAngemon, anche se quest'ultimo, al contrario degli altri Digimon, si esprime semplicemente con degli strani versi simili a dei "Pu!". Kazu si accorge di questa abilità di Kenta e la sottolinea, sbalordito dalle capacità del suo amico. Kenta in alcune occasioni dimostra di essere una preziosa risorsa per i Domatori. Quando Takato e Guilmon finiscono prigionieri del D-Reaper, sono Kenta e MarineAngemon a salvarli, approfittando della debolezza del D-Reaper all'Amore Oceanico di MarineAngemon. Allo stesso modo, quando Takato, Guilmon, Henry, Terriermon, Rika, Renamon, Ryo, Cyberdramon, Jeri e Calumon sono prigionieri del D-Reaper dopo la sconfitta di quest'ultimo, Kazu, Guardromon, Lopmon, Kenta e MarineAngemon intervengono in salvataggio e li portano al sicuro approfittando ancora una volta dei poteri del Digimon. Nello stesso episodio, Kenta è costretto a dire addio a MarineAngemon che, per effetto del programma Shaggai, è costretto a tornare a Digiworld, benché sia l'unico dei Digimon dei Domatori a non regredire a livelli inferiori, probabilmente grazie alle sue piccole dimensioni.
Durante l'inarrestabile fuga di Locomon, Kazu, Guardromon, Kenta e MarineAngemon incontrano Henry e Lopmon (che Henry aveva accidentalmente scambiato per Terriermon quando si era separato da sua sorella Suzie, anche se successivamente riuscirà a riscambiarli) e i sei cominciano a inseguire Locomon su una piccola locomotiva, con i propulsori di Guardromon a produrne la forza trainante. Kenta e MarineAngemon assistono inoltre nella battaglia finale contro i Parasimon. Dopo la vittoria dei Domatori, i due partecipano entrambi alla festa a sorpresa organizzata per il compleanno di Rika.
È doppiato in giapponese da Touko Aoyama e in italiano da Barbara Pitotti.

### MarineAngemon
MarineAngemon (マリンエンジェモン?, MarinEnjemon) è un Digimon folletto di livello mega. Nonostante non sia un guerriero e odi la violenza, dispone di una grande potenza e tratta coloro che lo attaccano in modo non violento. Tuttavia, come dice Kenta, MarineAngemon è un Digimon di poche parole (si esprime solitamente con degli strani versi simili a dei "Pu!").
MarineAngemon è tra i Digimon di livello mega che appaiono in Tamers per aiutare i Digimon Supremi a combattere il D-Reaper. Tuttavia, a MarineAngemon piace così tanto Kenta che ne diviene il Digimon partner. Anche se è indubbiamente potente come Digimon, MarineAngemon è un alleato insolito durante la battaglia contro il D-Reaper a causa delle sue tecniche basate sull'amore, che spaventano ad esempio l'Agente Jeri-Type poiché il D-Reaper è alimentato solo dalle emozioni negative di Jeri. Inoltre, quando i Digimon dei Domatori sono costretti a tornare a Digiworld per effetto del programma Shaggai nel finale della serie, MarineAngemon è l'unico a non regredire al livello primo stadio grazie alle sue piccole dimensioni, che gli permettono di entrare nel varco dimensionale senza problemi.  Ciò potrebbe essere anche legato alla sua natura di Digimon folletto imparentato forse con i Digignomi, i quali sono immuni a certe leggi del mondo digitale e di quello umano.
Nel film Runaway Digimon Express, Kenta e MarineAngemon sono impegnati a fare shopping per comprare i regali di compleanno per la festa di Rika, quando sentono dell'inarrestabile fuga di Locomon alla televisione. Durante la battaglia contro i Parasimon, MarineAngemon riesce a distruggerne diversi, per poi partecipare alla festa a sorpresa di Rika insieme a Kenta e a tutti gli altri.
È doppiato in giapponese da Ai Iwamura e in italiano da Mirko Mazzanti.

### Suzie Wong
Suzie Wong (李 小春?, Li Xiaochun) è la partner umana di Lopmon ed è la terza più giovane dei Domatori ad apparire nella serie (solo Akemi e Mako sono più giovani di lei). È giocosa e spensierata e si comporta esattamente come farebbe una bambina della sua età, sei anni. Parla con una voce da bambina, pronunciando le parole non perfettamente. Suzie è la più piccola dei quattro ragazzi della famiglia Wong. Ha infatti due fratelli maggiori, Henry e Rinchei, ed una sorella maggiore, Jaarin. Suo padre è Janyu Wong, un membro dei Pionieri Digitali, i creatori originali dei Digimon. Come Henry, Suzie è cinese da parte del padre e giapponese da parte di sua madre.
Quando viene presentata per la prima volta, Suzie viene introdotta semplicemente come la sorella minore di Henry che ama giocare con il "giocattolo" di Terriermon del fratello, vestendolo spesso con abiti delle sue bambole. Poiché non capisce che gli animali di peluche normalmente non parlano, Suzie non sembra molto sorpresa quando Henry le rivela che Terriermon è un essere vivente. La bambina inizialmente rimane nel mondo reale, mentre Henry va a Digiworld insieme agli altri Domatori per salvare Calumon. Finisce anche lei in qualche modo a Digiworld allo scopo di trovare Terriermon, ma finisce per fare amicizia con uno dei dodici Deva, Antylamon, che successivamente regredirà in Lopmon e diverrà il suo Digimon partner.
Benché Suzie compaia nel film, la sua apparizione è molto breve. La bambina ha un ruolo minore, poiché non è ancora una Domatrice e Lopmon non era ancora con lei nel periodo in cui ha luogo il film. Suzie sembra provare disgusto verso il V-Pet che distrugge il suo computer e verso gli errori di matematica ovvi che lei nota nel programma di matematica.
Con un risvolto inaspettato, della nebbia digitale appare nel mondo reale mentre Suzie è al parco con suo padre. La bambina entra a Digiworld e diventa amica del Deva Antylamon, che è a guardia dell'ingresso sud di Suzakumon, l'immenso palazzo del Digimon Supremo Zhuqiaomon. Quando Antylamon protegge Suzie da Makuramon, viene punita da Zhuqiaomon e regredisce al livello intermedio di Lopmon, diventando la Digimon partner di Suzie. Suzie resta la bambina innocente e spensierata di sempre, anche quando il D-Reaper inizia a distruggere il mondo reale. Solo quando Lopmon le spiega che la situazione è grave e che Suzie deve usare il suo potere per aiutare Henry e gli altri Suzie inizia a prendere seriamente il suo essere partner di Lopmon. Suzie è devastata quando Lopmon è costretta a tornare a Digiworld alla fine della serie per effetto del programma Shaggai, ma fortunatamente si riunisce al suo partner in Runaway Digimon Express.
Suzie, insieme a Lopmon, Henry e Terriermon, è a bordo di un treno quando Locomon arriva nel mondo reale. Tutti i treni vengono fermati per precauzione e Suzie, suo fratello ed i loro Digimon sono costretti a proseguire a piedi. Henry lascia Suzie in un posto sicuro per poter aiutare i suoi amici, ma prende con sé Lopmon per errore e lascia Terriermon a Suzie. Tuttavia, Henry riesce a riscambiare i due Digimon solo più tardi, quando, insieme a Kazu, Kenta ed i loro Digimon, riesce ad impadronirsi di una locomotiva abbandonata, spinta dai propulsori di Guardromon, per raggiungere Locomon. Due Parasimon successivamente attaccheranno Suzie e Lopmon durante la battaglia finale, ma Beelzemon Blast Mode li distruggerà, salvando così le loro vite. Dopo la vittoria dei Domatori, Suzie parteciperà alla festa a sorpresa organizzata per il compleanno di Rika, cantando al karaoke con la madre di Rika e ballando con Terriermon e Lopmon.
È doppiata in giapponese da Ai Nagano e in italiano da Valeria Vidali.

### Lopmon
Lopmon (ロップモン?, Roppumon) è un Digimon animale di livello intermedio. Lopmon è la Digimon partner di Suzie, la sorellina di Henry. Tuttavia, Lopmon era originariamente Antylamon, uno dei dodici Deva e guardiana dell'ingresso sud del palazzo di Zhuqiaomon, Suzakumon. Quando Suzie incontra Antylamon per la prima volta, il Digimon trova un po' fastidiosa la bambina, ma, dopo aver passato un po' di tempo insieme, le due sviluppano un legame speciale. Quando l'ex compagno di Antylamon tra i Deva, Makuramon, fa la sua apparizione provando a fare del male a Suzie, Antylamon lo caccia via. Come punizione per aver difeso un essere umano, Zhuqiaomon fa regredire Antylamon al livello intermedio di Lopmon, che diventa così la Digimon partner di Suzie.
Quando i Domatori affrontano Zhuqiaomon, Lopmon implora il Digimon Supremo di non ucciderli. Incurante di ciò, quest'ultimo attacca Lopmon con un getto di fiamme, anche se quest'ultima viene salvata all'ultimo momento dall'intervento di WarGrowlmon. Lopmon, come gli altri Digimon dei Domatori, successivamente si reca nel mondo reale con gli altri. Quando il D-Reaper fa la sua comparsa nel mondo reale, Lopmon riguadagna l'abilità di digievolvere Antylamon per aiutare gli altri Digimon. L'unica apparizione di Lopmon durante la battaglia finale contro l'entità digitale avviene quando, insieme a Kazu, Guardromon, Kenta e MarineAngemon, entra nel D-Reaper stesso per dare una mano. I cinque arrivano all'interno di una delle bolle di MarineAngemon giusto in tempo per aiutare i loro amici, che avevano appena perso il potere di rimanere nelle loro rispettive forme biodigievolute. Successivamente, Lopmon è costretta a regredire in Kokomon e a tornare a Digiworld con il resto dei Digimon dei Domatori a causa del programma Shaggai.
Lopmon fa una sua apparizione anche in Runaway Digimon Express, ma non è nient'altro che un personaggio minore. La sua apparizione è limitata al suo essere scambiata accidentalmente da Henry per Terriermon (anche se i due successivamente riescono a riscambiarsi); successivamente, Suzie e Lopmon vengono minacciate da due Parasimon, i quali vengono distrutti da Beelzemon Blast Mode prima che possa succedere loro qualcosa. Dopo la vittoria dei Domatori, Lopmon partecipa con tutti gli altri alla festa a sorpresa organizzata per il compleanno di Rika.
È doppiata in giapponese da Mamiko Noto e in italiano da Michela Alborghetti.

### Akemi & Mako
Akemi e Mako (アイ & マコト?, Ai & Makoto) sono i Digiprescelti/Domatori più giovani dell'intero universo dedicato ai Digimon; il loro Digimon partner è Impmon. Akemi e Mako sono la coppia di gemelli prescelti per diventare i Domatori di Impmon, il Digimon burlone. Non avendo nessuno ad insegnare loro propriamente i doveri e le modalità di comportamento dell'essere Domatori, i due inizialmente trattavano Impmon come un giocattolo, mettendolo spesso in mezzo ai loro alterchi puerili. Impmon, scoraggiato da queste continue situazioni, decise di abbandonare le sue giovani guide e di voltare pagina, finendo per essere coinvolto nelle altre avventure della serie.
Molto più tardi nella serie, Impmon torna da Akemi e Mako e scopre che i due sono profondamente amareggiati per i loro comportamenti passati e che lui gli manca molto, arrivando ad implorare il Digimon di perdonarli. Impmon accetta ed i tre tornano ad essere una famiglia. Quando Impmon decide di entrare in azione nella battaglia contro il D-Reaper, Mako gli regala la sua pistola giocattolo preferita, che poi Beelzemon trasformerà in un fucile ad energia reale e molto potente, dandogli il potere di attivare la sua Modalità d'Attacco. Akemi, invece, dà ad Impmon un bacio di buon augurio, chiedendogli di tornare presto. Impmon/Beelzemon avrà quindi un ruolo molto rilevante negli ultimi episodi della serie, cercando in tutti i modi di liberare Jeri dal D-Reaper per ovviare agli errori commessi in passato, che lo avevano portato anche ad uccidere Leomon, il Digimon di Jeri. Alla fine della serie, Akemi e Mako diventano ufficialmente i Domatori di Impmon, essendo stato consegnato loro un Digivice D-Arc da un Digignomo.
Non si sa molto di cosa accade ad Akemi e Mako dopo che Impmon è costretto a tornare a Digiworld dagli effetti del programma Shaggai, usato per sconfiggere il D-Reaper, eccetto che alla fine riescono a riunirsi a lui grazie ad un Digivarco scoperto da Takato e che i tre, presumibilmente, vivono tutti insieme come una famiglia.
Akemi e Mako sono doppiati in giapponese rispettivamente da Haruhi Terada e Miwa Matsumoto e in italiano da Milvia Bonacini e Cinzia Villari.

### Minami Uehara e Seasarmon
Minami Uehara (上原 南?, Uehara Minami) è uno dei personaggi principali di uno dei due film dedicato all'universo di Tamers, The Adventurers' Battle. È una ragazza di dieci anni con capelli castani ed occhi azzurri. Minami è la figlia del creatore del V-Pet Takehito Uehara. Il V-Pet è basato sull'animale domestico di Minami, il cagnolino Mei, che affogò nell'oceano mentre Minami stava facendo surf sulla sua bodyboard durante una tempesta. La morte del suo cucciolo colpì molto duramente Minami, che si rifiutò di accettare il virtual pet come rimpiazzo.
Dopo che i VP Labs vengono attaccati dai Digimon, Minami è l'unica che riesce a scappare, prendendo con sé il suo computer portatile con all'interno il suo V-Pet. Mentre viene inseguita dai Digimon di Mephistomon, Minami viene liberata da Takato e da suo cugino Kai. La ragazza cena a casa del nonno di Kai, ma diventa triste quando il nonno mette della musica. Spiega quindi a Takato cosa accadde a Mei.
Successivamente, quella sera, i Digimon malvagi provano nuovamente a catturare Minami. Dal monitor del portatile, però, appare Seasarmon (シーサモン?, Shiisamon) che la protegge, ma Minami si spaventa quando viene chiamata per nome dal Digimon. Seasarmon riesce a proteggere Minami da un Divermon, ma viene catturata da un Mantaraymon e portata ai Laboratori VP. Seasarmon sembra essere il Digimon partner di Minami: il Digimon decide quindi di unirsi a Takato e Guilmon per cercare di liberare la ragazza. Chiuso nella stanza dei laser industriali, il padre di Minami subisce delle minacce da parte di Mephistomon: se non rivelerà la posizione del programma di vaccinazione del V-Pet, Minami morirà. I Digimon malvagi provano ad ucciderla, ma vengono affrontati da Seasarmon, che riesce a sconfiggere un Depthmon e conduce da lei Takato, Guilmon e Kai. Minami si riunisce al padre, ma non è ancora convinta da Seasarmon. Seasarmon si confronta con Mephistomon, ma viene gravemente ferito e regredisce in Labramon (ラブラモン?). Labramon perde i sensi e Mephistomon cattura il Digimon.
Durante la battaglia dei Domatori con Mephistomon, Labramon si libera dalle grinfie di Mephistomon e, mentre Growlmon, Gargomon e Kyubimon combattono contro di lui, protegge Minami da un attacco del Digimon malvagio a costo della sua stessa vita. Furiosa, la ragazza prova a dire a Labramon di non apprezzare ciò che ha fatto per lei. Labramon spiega a Minami che, poiché era stato creato per rimpiazzare Mei, lui è Mei a tutti gli effetti e che la morte di Mei non fu comunque colpa sua. Ciò causa un crollo nervoso in Minami, che supplica Labramon di non morire, chiamandolo Mei. Chiamando il nome del suo cucciolo perduto, Minami attiva il programma di vaccinazione che ripara i danni che i V-Pet corrotti hanno apportato alla rete in tutto il mondo.
Subito dopo la battaglia, Minami presumibilmente torna a casa con il padre.

### Alice McCoy
Alice McCoy (マッコイ アリス?, Makkoi Arisu) è una strana ragazza che appare improvvisamente insieme al suo Digimon partner Dobermon e che Takato, Growlmon, Henry, Gargomon Rika e Kyubimon salvano da alcuni Agenti Bolla del D-Reaper, eliminandoli. I Domatori riconoscono Dobermon come un Digimon e non riescono a capire cosa ci facciano lì i due, ma il D-Reaper torna all'attacco ed i Digimon dei Domatori sono costretti a matrixdigievolvere in WarGrowlmon, Rapidmon e Taomon per difendersi dall'attacco. Tuttavia, nemmeno la forza dei loro livelli evoluti è sufficiente ed i Domatori sono disperati per la loro impossibilità di biodigievolvere nel mondo reale. Alice, tuttavia, rivela ai Domatori che il suo scopo era quello di portargli Dobermon, un Digimon speciale inviato dai Digimon Supremi proprio allo scopo di permettere nuovamente ai Domatori la Biodigievoluzione. Dobermon, nonostante la disperazione di Alice, che perderà il suo Digimon partner, si sacrifica quindi per i Domatori, che da quel momento possono nuovamente biodigievolvere.
Non è noto se Dobermon sia davvero il Digimon partner di Alice, poiché la ragazza non mostra mai un Digivice D-Arc. Tuttavia, Alice ha sicuramente aiutato Dobermon a localizzare e a raggiungere i Domatori, così che lui potesse portare a termine il suo compito finale. Ciò, tuttavia, ha un costo personale molto alto, poiché la forza vitale di Dobermon viene sacrificata nella guerra contro il D-Reaper, spezzando il cuore ad Alice.
Dobermon, prima di andarsene per sempre, riesce a raggruppare insieme i suoi dati rimanenti per riformare la sua testa e leccare Alice sulla guancia, come se fosse un cucciolo. Questa è l'ultima volta in cui appare Dobermon. Tuttavia, Alice continua con dolore a camminare per strada, mentre Rika, alla fine dell'episodio "Alla ricerca di Jeri", si ricorda che non sono nemmeno riusciti a ringraziarla per ciò che aveva fatto. Alice sente un'ultima volta la voce di Dobermon, per poi svanire, letteralmente, nell'aria.
Le strisce a fumetti di Digimon pubblicate nella rivista del Regno Unito Wickid esplorano brevemente la storia di Alice, in un tentativo di creare una storia del personaggio. In queste strisce, viene spiegato che Alice fu coinvolta in un vecchio esperimento digitale condotto da suo nonno anni prima e che venne inavvertitamente teletrasportata a Digiworld. Venne quindi trovata e cresciuta dai Digimon Supremi, che crearono Dobermon affinché fosse il suo compagno. Dopo l'arrivo dei Domatori a Digiworld, Alice viene incaricata di raggiungere i Domatori e conferirgli il potere di biodigievolvere nel mondo reale, ma i suoi tentativi vengono ripetutamente vanificati dagli Agenti del D-Reaper. Riferendosi alle teorie di Konaka riguardo al personaggio, Alice ad un certo punto della storia afferma di "non essere più sicura di essere ancora viva".
Anche se le strisce a fumetti sono autorizzate ufficialmente, il contenuto della storia non è stato moderato da nessuno dei creatori giapponese, quindi queste informazioni non integrano necessariamente il canone della serie animata. In particolare, non esiste alcuna ragione particolare per cui il nonno di Alice dovrebbe aver condotto un esperimento relativo a Digiworld, poiché non aveva alcuna ragione di supporre persino la mera esistenza di un posto del genere a quel tempo.
È doppiata in giapponese da Yuka Imai e in italiano da Tatiana Dessi.

### Dobermon
Dobermon (ドーベルモン?, Dōberumon) è un Digimon animale di livello campione. Dobermon, un Digimon speciale inviato dai Digimon Supremi proprio allo scopo di permettere nuovamente ai Domatori la Biodigievoluzione.
È doppiato in giapponese da Hiroki Takahashi e in italiano da Lucio Saccone.

## Hypnos
L'Hypnos è un'organizzazione molto importante nella serie.
Lo scopo originario di Hypnos consisteva nel monitorare le comunicazioni elettroniche di metà del pianeta Terra come organizzazione SIGINT per il governo giapponese. A causa dei problemi legali nella violazione della privacy, l'esistenza di Hypnos fu tenuta segreta al pubblico, esattamente come la sua controparte nella realtà, il progetto ECHELON. Tuttavia, Hypnos scoprì che alcuni Digimon (denominati da loro "Entità") stavano penetrando nel mondo reale. Per cui, all'agenzia fu assegnato il nuovo obiettivo di individuare i Digimon quando questi bioemergevano nel mondo reale e di prevenirlo quando possibile. Nel caso in cui un Digimon fosse riuscito ad entrare nel mondo reale, il compito di Hypnos sarebbe stato di provare a catturare l'Entità e di studiarla. Un'altra funzione dell'agenzia consisteva nel prevenire che i media venissero a sapere dei Digimon, così da coprire gli incidenti (inventando storie di copertura) che coinvolgevano i Digimon. Apparentemente Mitsuo Yamaki, il leader di Hypnos, ha però intenzione di eliminare i Digimon una volta per tutte.
Tuttavia, i loro sforzi inizialmente si rivelarono futili. Con l'avanzare del tempo, l'organizzazione riuscì a sviluppare nuovi e migliori metodi per attaccare i Digimon, ma questi provano la loro inefficacia contro i Deva. Per cercare di capire meglio e sconfiggere i Digimon, Hypnos recluta dei programmatori di computer che avevano originariamente creato i Digimon, i Pionieri Digitali, e prova ad usare le loro conoscenze per creare una efficace arma anti-Digimon.
Dopo l'ingresso dei Domatori a Digiworld, gli obiettivi di Hypnos cambiano: l'organizzazione è ora alla ricerca di un modo per riportare i ragazzi a casa. Questa nuova consapevolezza è ispirata dalla comprensione, da parte di Yamaki, che non tutti i Digimon sono malvagi. Alla fine, i loro sforzi permettono ai ragazzi ed ai loro Digimon partner di tornare nel mondo reale. Successivamente, Hypnos aiuta i Domatori nella battaglia contro il D-Reaper, mettendo a disposizione spazi e tecnologie.
Hypnos ha sede in gran segreto all'interno del Tokyo Metropolitan Government Building, che ospita inoltre il sistema informatico di Hypnos e anche diversi laboratori per la ricerca. L'agenzia impiega scienziati, operatori e programmatori di computer, così come diversi agenti sul campo. Inoltre, a disposizione di Hypnos, ci sono dei van civetta e degli elicotteri usati per l'investigazione e la lotta ai Digimon. Poiché Hypnos è un'agenzia governativa, Yamaki deve fare rapporto a quattro ufficiali, presumibilmente suoi superiori all'interno del governo giapponese, e all'Ispettore Capo.
Subito dopo la fine dell'emergenza dovuta al D-Reaper, Hypnos cambia i suoi modi di comportamento quando appaiono delle Entità. Un caso del genere riguarda Locomon, la cui fuga senza sosta per la città causa un enorme campo digitale. Yamaki assume il controllo dell'ufficio dei treni per provare a cambiare il percorso di Locomon e ad indirizzarlo verso il campo digitale, così da rimandarlo a Digiworld. Tuttavia, viene rivelato che un altro Digimon di nome Parasimon sta controllando Locomon per chiamare nel mondo reale un numero infinito di Parasimon. Fortunatamente, i Domatori riescono a fermarlo ed evitano una nuova crisi, ricevendo però un prezioso aiuto da parte di Hypnos.

### Mitsuo Yamaki
Mitsuo Yamaki (山木 満雄?, Yamaki Mitsuo) è un importante personaggio secondario della trama di Tamers. Nella prima parte della serie appare come un inquieto vigilante anti-eroe che vede i suoi piani naufragare a causa delle stesse forze e degli stessi mezzi da lui usati nella sua missione di liberare il mondo reale dai Digimon, diventando poi un prezioso alleato dei Domatori nei loro sforzi per salvare sia il mondo digitale che quello umano dalla distruzione perpetuata dal D-Reaper.
Mentre il suo sinistro aspetto esteriore, che si presenta sempre con il suo caratteristico abito nero, sembra rivelare che Yamaki sia qualcosa in più del classico "uomo del governo", quelle ombre nascondono la mente di un genio dell'elettronica. Yamaki è il responsabile del progetto del sistema di Hypnos, che tiene costantemente sotto controllo le reti di telecomunicazione della Terra, monitorando segretamente e registrando informazioni, ed agisce come leader dell'organizzazione, il cui nome deriva dalla sua stessa creazione. Apparentemente, Yamaki aveva lavorato anche ad altri progetti governativi prima di Hypnos. Quando Hypnos venne a conoscenza dell'esistenza autonoma dei Digimon all'interno della rete, furono immediatamente stabiliti dei protocolli per gestire queste Entità, come fu deciso di chiamarle, quando queste iniziarono a bioemergere nel mondo reale. Yamaki, un uomo scontroso che non esterna mai le proprie emozioni, iniziò ad odiare queste creature, vedendole come incarnazioni del caos e del disordine, un pericolo per l'umanità e meri programmi difettosi. Tra i tratti principali di Yamaki c'è la sua compulsione di far scattare ossessivamente il suo Zippo argentato che porta sempre con sé - si crede generalmente che stia provando a smettere di fumare e che far scattare l'accendino sia un'azione nervosa possibilmente inconscia, causata dal fatto di volere una sigaretta (a causa dello stress, la maggior parte delle volte). È impegnato sentimentalmente in una relazione con il capo degli operatori di sistema di Hypnos, Riley Ootori.
Successivamente, nella serie, Yamaki riuscirà ad accettare che esistano Digimon che non costituiscono una minaccia e ad avere fede nei Domatori e nei loro Digimon anche quando le cose diventano più complesse. Yamaki assume quasi sempre un atteggiamento molto calmo, mostrando raramente una qualsiasi emozione.
Quando l'Entità conosciuta con il nome di Guilmon bioemerge, Yamaki inserisce un tracciatore su di lui, per monitorare le sue azioni future. Il giorno seguente, dopo il combattimento di Guilmon e Renamon al Parco di Shinjuku, Yamaki conduce lì la sua squadra, che esamina il campo di battaglia e scopre una carta per la Digimodifica a terra.
Yamaki ed i suoi sottoposti di Hypnos continuano ad osservare le bioemersioni delle varie Entità, che vengono immancabilmente sconfitte dai Domatori. Mentre è impegnato in un'altra missione sul campo, Yamaki viene richiamato al quartiere generale dall'altro operatore di Hypnos Tally Onodera, su richiesta di un suo superiore, l'Ispettore Capo, per dare spiegazioni esaustive riguardo alla natura di Hypnos. L'Ispettore mette in chiaro che Hypnos deve rimanere un segreto per l'opinione pubblica e che tutte le connessioni dei Digimon con il mondo reale devono essere eliminate. Quella notte, quando Guilmon finisce in un Varco tra la Terra e Digiworld, Hypnos riceve un segnale dalla galleria sotterranea che attraversa il parco e Yamaki, con totale disprezzo degli ordini ricevuti dai suoi superiori, decide di caricare il suo programma di cancellazione Yuggoth nel sistema di Hypnos e ordina a Riley di colpire la galleria con esso. I Domatori riescono a liberare Guilmon un attimo prima che Yuggoth riesca a colpire.
Quando un Devidramon bioemerge e vola per la città facendosi notare da tutta la popolazione, Yamaki vede l'audacia del Digimon come un insulto personale. Yamaki, tuttavia, può fare ben poco, ma, quando Growlmon distrugge Devidramon, incarica Riley di inventare una storia credibile come copertura di ciò che era appena successo.
Hypnos non riesce ad impedire la bioemersione di IceDevimon, ma sembra avere più fortuna con Musyamon, che viene apparentemente distrutto da Yuggoth. In ogni caso, non è così in realtà: i dati di Musyamon sopravvivono e la sua voce viene udita nel quartier generale di Hypnos, esprimendo i suoi desideri di vendetta. Il Digimon appare nuovamente il giorno dopo, distruggendo Yuggoth quando questo prova a sopraffarlo. Yamaki si dirige verso il Guard Rail di Shinjuku, luogo della bioemersione di Musyamon, ed osserva da lontano la battaglia di Takato, Henry e dei loro Digimon contro Musyamon, che infine viene sconfitto. Yamaki in seguito riesce ad identificare i due ragazzi e a scoprire la loro identità, per poi rintracciarli e consegnare loro un messaggio: smetterla di fare giochi pericolosi. L'arrivo di Jeri distrae i ragazzi e Yamaki toglie il disturbo, inseguito subito dopo da Henry, che però, non sorprendentemente, non riesce ad acciuffarlo. Quella sera, Yamaki osserva i Domatori impegnati in una battaglia con Harpymon e decide che è giunto il momento di porre fine a questa storia.
Yamaki ha un altro confronto faccia a faccia con Takato quando lui ed un'altra squadra di impiegati di Hypnos catturano un DarkRizamon che Takato e Guilmon avevano appena sconfitto. Durante l'esame di DarkRizamon, Yamaki spinge gli scienziati ad incrementare l'intensità dello scanner, distruggendo la forma di DarkRizamon ed ordinando poi ai suoi sottoposti di cancellare i dati in eccesso. In una successiva videoconferenza con i suoi superiori del governo, Yamaki li persuade a lasciargli attivare il suo programma Shaggai, che forza la creazione di un vortice tra il mondo reale e Digiworld ed inizia a risucchiare il suo interno qualsiasi forma di vita digitale, facendola tornare al suo luogo di provenienza. Yamaki e Takato si incontrano ancora una volta, ma Yamaki passa semplicemente accanto al ragazzo, prima di essere informato riguardo ad un'anomalia appena infiltratasi all'interno di Shaggai, permettendo a qualcosa di attraversare il vortice in senso inverso ed arrivare nel mondo reale. Quel "qualcosa" è Mihiramon, il Deva tigre, e la sua apparizione sulla Terra mette a dura prova la sanità mentale di Yamaki, che sfoga le sue frustrazioni su Henry, prendendolo per il bavero della maglia e strozzandolo, ma stabilendo infine che non ne vale la pena. Barcollando, Yamaki si ritira, ma torna poco dopo a capo di un attacco militare. Elicotteri da battaglia aprono il fuoco su Mihiramon sulla sommità delle torri di Hypnos, risultando tuttavia inefficaci, ma subito dopo Growlmon matrixdigievolve WarGrowlmon e distrugge Mihiramon, per la sorpresa di Yamaki, costringendolo a rendersi conto che i ragazzi hanno inquadrato perfettamente la situazione e che per loro non si tratta affatto di un gioco.
Sfortunatamente, Yamaki è impotente nei confronti dei Deva, che usano il suo programma Shaggai per penetrare nel mondo reale, e prende in mano la situazione riunendo i Pionieri Digitali, la squadra di programmazione originale che aveva creato i Digimon, compreso il padre di Henry, Janyu, allo scopo di acquisire nuove conoscenze sui Digimon e, quindi, capire come distruggerli. Prima di questa riunione, il Deva cavallo, Indramon, era bioemerso e Yamaki aveva provato a fermarlo con una nuova attivazione di Shaggai sotto tensione. Il tentativo era fallito, ma Indramon aveva poi deciso che era il momento di andarsene. Poco dopo, uno strano codice binario era riuscito a giungere fino ai computer di Hypnos - tentativi dei Deva di comunicare l'uno con l'altro - e Yamaki aveva riso per la sua semplicità. I Pionieri Digitali vengono poi ricostituiti, ma la loro riunione coincide con la riapparizione di Indramon. Yamaki coglie l'occasione per spiegare a Janyu la meccanica della bioemersione dei Digimon, mentre attacchi militari a danno della creatura si rivelano inefficaci, costringendo ancora una volta WarGrowlmon a vedersela con la creatura, riuscendo infine a sconfiggerla.
Quando il gigantesco Deva maiale, Vikaralamon, bioemerge a Shinjuku, Yamaki la prende sul personale - poiché un evento di scala così grande non può essere nascosto all'opinione pubblica ed è quindi sua responsabilità fermarlo. Il programma Shaggai viene riattivato a piena potenza, nonostante le preghiere di Janyu Wong, e Vikaralamon - ed i Digimon dei Domatori - vengono colpiti dalla sua potenza. Tuttavia, il Deva scimmia, Makuramon, sceglie proprio quel momento per rivelarsi, usando il linguaggio in codice binario per comunicare direttamente con Hypnos ed avvertirli che l'organizzazione lo sta ostacolando. Makuramon provoca un'implosione che distrugge il sistema di dati di Shaggai e distrugge una parte sostanziale delle torri. In un eccesso di frustrazione, Yamaki prova a costringere alcuni dei tecnici a restare, ma nessun essere umano sano di mente avrebbe potuto ascoltarlo in quel momento e tutti evacuano l'edificio. Per la sua lealtà, che successivamente si sarebbe scoperto essere amore, Riley rimane con lui fin quando l'uomo non capisce che non c'è nient'altro da fare e le dice a bassa voce di andarsene. Yamaki rimane nell'edificio quando questo viene consumato da un'esplosione. Vikaralamon viene infine distrutto dall'Energia Plutonica di WarGrowlmon grazie all'aiuto di Takato, che presta la propria forza al suo Digimon.
Yamaki sopravvive in qualche modo all'attacco, ma per lui l'esito risulta essere forse anche peggiore della morte stessa: i Digimon hanno apparentemente vinto e lui è stato licenziato. Crogiolandosi nell'autocommiserazione - e nelle sigarette - Yamaki esce dalla sua depressione grazie a Riley, che lo convince che esistono diverse altre cose che lui può fare. I Domatori decidono di andare a Digiworld per liberare Calumon dalle grinfie di Makuramon e Yamaki consegna loro un palmare, prima che questi partano, affinché possano rimanere in contatto con lui. Yamaki decide quindi di cambiare schieramento e di unirsi ai Domatori quando capisce che questi ultimi possono riuscire dove lui ha fallito e che aiutandoli lui può essere loro utile in qualche maniera, accennando anche a Takato di quanto lui li invidi.
Sfortunatamente, i Domatori presto scoprono che il palmare non funziona a Digiworld - eccetto durante una tempesta creata dalla riattivazione affrettata dell'instabile Hypnos e del sistema di Shaggai da parte del Capo della Sicurezza Nazionale. L'Ispettore Capo si era infatti opposto alla mossa e, quando il sistema inizia ad andare fuori controllo, richiama Yamaki e Riley per rimettere le cose a posto. I due sono i soli in grado di rimettere sotto controllo il sistema e, grazie a questo, vengono reintegrati nelle loro mansioni. Successivamente, Yamaki riunisce insieme i Pionieri Digitali e le famiglie dei ragazzi per spiegare loro la situazione. Durante l'incontro, Yamaki riceve un altro messaggio da Takato e Henry.
Non molto dopo, quando Janyu porta Suzie a giocare nel parco, Yamaki si incontra lì con lui ed i due iniziano a discutere della storia del progetto Digimon. Tuttavia, i due sono impotenti nel fermare Suzie dall'essere attirata a Digiworld, dove la bambina si riunisce a suo fratello maggiore Henry e agli altri Domatori.
Le cose prendono una brutta piega quando l'Ispettore Capo riavvia il programma Hypnos ancora una volta, ma con del personale sostitutivo senza esperienza. Sperando di usare il sistema di Shaggai per finire il lavoro iniziato da Yamaki, l'arma digitale viene riattivata ed inizia a causare disastri ancora una volta sia nel mondo reale che in quello digitale. Con il nucleo di Shaggai ancora instabile dopo l'attacco al quartier generale di Hypnos ai danni di Makuramon, il sistema va nuovamente fuori controllo e mette in grave pericolo i Domatori a Digiworld. Yamaki e Riley arrivano presto a fermare il sistema prima che possa causare qualche danno serio. Yamaki - e, per estensione, il suo team - vengono completamente reintegrati dopo aver salvato tutti ed aver terminato ancora una volta il programma Shaggai. Con nuovamente a disposizione i privilegi del loro governo, Yamaki ed Hypnos sono liberi di usare tutte le loro risorse per tenere d'occhio i Domatori a Digiworld e dare loro una mano.
Gli eventi a Digiworld si susseguono rapidamente, poiché i Domatori combattono contro Beelzemon e Zhuqiaomon, perdono Leomon e scoprono la Biodigievoluzione. Nel frattempo, sulla Terra, Yamaki rende disponibili tutte le strutture di Hypnos ai Pionieri Digitali per permettere loro di costruire un'arca, la cui funzione sarebbe stata di riportare i Domatori a casa. Guidati da Yamaki tramite il palmare, Takato conduce i Domatori nuovamente sullo strato superficiale di Digiworld, il luogo in cui erano arrivati, e li porta all'arca. Tuttavia, un pesante attacco del D-Reaper al processore centrale di Hypnos cancella tutta la memoria a disposizione e fa quasi naufragare il tentativo di salvataggio, ma i Pionieri Digitali riescono a riguadagnare la memoria necessaria all'operazione grazie ai computer di tutto il mondo. Yamaki è così impressionato dalla loro pura capacità ed abilità che si calma abbastanza da riporre il suo accendino. L'Arca si materializza nel Parco di Shinjuku ed i Domatori con essa.
In ogni caso, la battaglia non è finita. Il D-Reaper ha infatti inseguito i Domatori sulla Terra tramite Hypnos e ha inglobato nella sua massa una vasta porzione di Shinjuku. Yamaki, Riley, Tally ed i Pionieri Digitali sono costretti ad abbandonare le torri di Hypnos e ad operare in uno dei van dell'organizzazione. Successivamente viene stabilito un quartier generale temporaneo nella Tokyo Opera Tower e Yamaki, Riley e Tally si recano al panificio Matsuki per incontrare i Domatori e poi osservano la loro battaglia contro gli Agenti Pendulum Feet del D-Reaper.
Mentre tutti cercano di elaborare un piano per gestire la situazione, Yamaki si prende un momento per riflettere sulle proprie azioni. Riley capisce che Yamaki ritiene che tutto ciò che sta accadendo sia colpa sua e prova a rincuorarlo, ricordandogli che lui è semplicemente il primo uomo a cercare di controllare la rete - ritenuta incontrollabile. Yamaki ride, asserendo di non voler essere il primo di una sfilza di folli. Durante una battaglia successiva tra i Domatori e altri Agenti del D-Reaper, Yamaki rimane scioccato quando riceve un messaggio sul suo palmare da parte dell'Arca, che gli chiede istruzioni - il nucleo simile a quello di un Digimon usato per crearla era rimasto infatti cosciente ed ora risiedeva a Digiworld, con poca energia. Yamaki si rivolge a Daisy per chiederle aiuto nel cercare di stabilire una connessione con l'Arca e vi riesce, ridisegnandola in Grani. Successivamente, con lo scoppio di un'altra battaglia, Riley riesce a penetrare all'interno del segnale del D-Reaper e ad utilizzare la sua abilità di vedere attraverso diversi strati di dati, rivelando a tutti che i Domatori si erano fusi con i loro Digimon. Yamaki viene sopraffatto dallo shock quando viene a sapere della cosa e si biasima per aver permesso che il conflitto sia giunto fino a quel punto. L'uomo riacquista presto la sua compostezza, tuttavia, e ha l'idea di usare un satellite per comunicare direttamente con Takato e istruirlo su come usare il Raggio di Yuggoth installato in Grani contro il D-Reaper.
L'esito finale della battaglia consiste nell'evoluzione del D-Reaper nel Mother D-Reaper, costringendo tutti a ritirarsi nello Tsukuba Communications Research Centre. Una volta lì, Yamaki coordina l'Operazione Buco Nero, il piano finale per sconfiggere il D-Reaper. Quando i Domatori tornano a Shinjuku per affrontare l'entità digitale per l'ultima volta, Yamaki, Janyu e Dolphin istruiscono Henry su come attivare il programma Shaggai all'interno del varco dimensionale del D-Reaper che unisce il mondo reale e Digiworld e su come invertire il flusso del vortice, penetrando all'interno del D-Reaper e facendolo regredire alla sua innocua forma originale - ma Yamaki è costretto a nascondere un'importante verità, ovvero che Shaggai avrebbe costretto anche i Digimon dei Domatori a tornare a Digiworld per non essere cancellati. Mentre il D-Reaper continua a regredire e torna completamente a Digiworld, la sua voce fuori campo commenta che forse gli umani ed il D-Reaper non erano così diversi come si voleva credere, giudicando il D-Reaper un "programma mal istruito che credeva di stare facendo la cosa giusta, ma, poiché il D-Reaper era stato sconfitto dal lavoro di squadra di esseri umani e Digimon, forse c'era speranza per l'umanità.
Qualche tempo dopo, mentre Takato riflette sugli eventi seguenti alla sconfitta del D-Reaper, Yamaki e Riley vengono mostrati mentre comprano del pane all'interno del panificio dei Matsuki.
Alcuni mesi dopo, quando Locomon inizia la sua apparizione distruttrice a Tokyo, Yamaki assume velocemente il controllo della situazione. Prendendo il controllo delle linee ferroviarie della città e coordinando il lavoro con Riley e Tally al Quartier Generale di Hypnos, l'uomo riesce a prendere il controllo del percorso del treno, tenendolo lontano dalle linee occupate e deviandolo verso la stazione di Ichigaya, nella speranza di rimandarlo a Digiworld tramite un Digivarco che si era aperto in quella zona poco prima. Sfortunatamente, Ichigaya è esattamente il luogo in cui Locomon vuole recarsi e Parasimon, un Digimon molto simile ad un ragno che lo controlla, usa il varco per chiamare uno sciame molto numeroso di Digimon della sua specie sulla Terra, i quali vengono sconfitti in una difficile battaglia con i Domatori ed i loro Digimon, in cui Takato e Guilmon si trasformano in Gallantmon Crimson Mode ancora una volta e distruggono lo sciame di Parasimon con la loro tecnica Spada Supersonica. Locomon, non più sotto il controllo di Parasimon, torna a Digiworld ed il passaggio si richiude, mettendo la parola fine alla minaccia per la Terra.
Il fumetto ufficiale dedicato ai Digimon distribuito nel Regno Unito ad un certo punto approfondisce brevemente la storia di Yamaki, rivelando che suo padre era un severo patito della disciplina, che impartì al giovane Mitsuo il suo desiderio per l'ordine ed il controllo, cosa che forgiò l'uomo che Yamaki è oggi - portandolo a creare il programma Hypnos per monitorare le azioni delle persone di tutto il mondo e per tenerle sotto controllo, spiegando così il suo odio per i Digimon, che Yamaki vede come disturbi nell'ordine naturale. Tuttavia, anche se i fumetti distribuiti nel Regno Unito sono ufficialmente autorizzati, il contenuto della loro storia non è approvato da nessuno dei creatori giapponesi, quindi queste informazioni non si applicano strettamente alla storia dell'anime.
È doppiato in giapponese da Susumu Chiba e in italiano da Alessio Cigliano.

### Riley Ootori
Riley Ootori (鳳 麗花?, Ootori Reika) è il capo degli operatori di sistema di Hypnos. È anche l'oggetto delle attenzioni sentimentali del suo capo, Mitsuo Yamaki, che lei assiste durante la serie e del quale è il contrappeso emozionale al suo persistente comportamento ossessivo.
Riley e Tally sono sempre pronte ad annunciare le frequenti Bioemersioni delle varie Entità nel mondo reale, inclusi Guilmon, Goblimon e Gorillamon. Ad un certo punto Riley sottolinea come le fluttuazioni di energia indicano che presto si sarebbe giunti ad un livello di Bioemersioni mai raggiunto prima. Successivamente in quello stesso giorno, quando nel tunnel dietro il parco viene individuato un campo d'energia, Riley critica l'uso di Yamaki del programma Yuggoth, suggerendo di studiarlo e facendo notare che l'utilizzo di programmi non approvati è proibito. Tuttavia, viene costretta da Yamaki ad attivare Yuggoth, che cancella l'area.
Quando un Devidramon bioemerge e fa la sua apparizione praticamente in pubblico, Yamaki incarica Riley di inventare una storia che possa coprire l'accaduto. Successivamente annuncia la Bioemersione di IceDevimon e prova a dissuadere ancora una volta Yamaki dall'usare Yuggoth su Musyamon, senza risultato, riuscendo solo a ritardare temporaneamente la sua materializzazione. Riley riferisce quindi della distruzione dello schieramento di Yuggoth quando Musyamon fa il suo ritorno, identificando poi il punto di Bioemersione così che Yamaki possa recarvisi.
Quando Riley e Tally rilevano un segnale vagante che apparentemente si trova sotto di loro, Tally vede Calumon correre per la stanza e prova a convincere Riley di quello che ha visto, ma quest'ultima non ha visto niente. Successivamente, assicura a Tally che, qualsiasi cosa sia Shaggai, ci sarebbero stati sicuramente problemi per qualcuno. Quando Shaggai viene attivato, Riley cerca di combattere contro il suono dei Digimon urlanti mentre Tally grida di fermare tutto. Riley poi fa rapporto a Yamaki, informandolo che il primo Deva, Mihiramon, è penetrato nel vortice ed è sul punto di entrare nel mondo reale tramite Shaggai. Mihiramon viene quindi sconfitto dai Domatori, ma i suoi compagni Deva sono in grado di usare ripetutamente Shaggai come passaggio per la Terra. Riley individua la Bioemersione di Sinduramon, ma decide di non avvertire Yamaki a causa della sua piccola taglia. Quando Sinduramon assorbe l'elettricità della città, Riley attiva il generatore d'emergenza di Hypnos e chiama Yamaki, poiché le dimensioni di Sinduramon iniziano ad aumentare.
Riley annuncia la Bioemersione di Vajramon e Pajiramon dopo che un attacco di Yuggoth non riesce a fermarli; quindi, quando i Domatori li distruggono, rileva il segnale di Vajramon quando questo si ricostituisce.
Successivamente, Riley si reca in palestra ed è il soggetto del gossip degli altri frequentatori. Successivamente, la ragazza si reca nel panificio Matsuki, riflettendo sul fatto che solo i Domatori sono riusciti ad avere successo nella lotta contro le Entità, notando anche gli occhiali di Takato, per poi andare al lavoro, dove una conversazione amichevole con Tally viene interrotta dalla seconda Bioemersione di Vajramon. Durante la battaglia dei Domatori con lui, Riley analizza l'incremento di energia rilevato quando Kyubimon matrixdigievolve Taomon.
Quando Indramon e Makuramon bioemergono, Riley lancia un virus di sorveglianza per mettere sotto controllo le conversazioni dei Deva. Shaggai viene riattivato per combattere Indramon, ma va in crash prima che possa raggiungere la piena potenza: Indramon tuttavia scompare e Riley crede che si sia autodistrutto. Quando Indramon riappare il giorno seguente, Riley riconosce il suo segnale.
Quando Vikaralamon sta per bioemergere, l'enorme numero di dati fa quasi crashare Hypnos. Nella battaglia seguente tra lui e i Domatori, Shaggai viene riattivato e minaccia di cancellare tutti i Digimon finché Makuramon non causa un'esplosione che fa collassare il sistema e distrugge una parte sostanziale delle torri di Hypnos. Yamaki si rifiuta di andare via e, dopo un momento di silenzio tra i due, dice a Riley di mettersi al sicuro. I Domatori riescono a distruggere Vikaralamon, ma Hypnos viene chiuso e Yamaki, Riley e Tally perdono il loro lavoro.
Mentre uno Yamaki piuttosto depresso riflette sulla situazione, Riley gli fa capire che c'è ancora qualcosa che lui può fare, spingendolo a cambiare schieramento e ad aiutare i Domatori dando loro un palmare prima che essi partano per Digiworld. È a questo punto, quando Riley appare in abiti comuni nell'appartamento di Yamaki, che diventa evidente che Riley e Yamaki hanno una relazione (anche se dal dialogo non si capisce assolutamente). Chiaki J. Konaka, nelle sue note, scrive che pensava di aver lasciato intuire della relazione prima, ma che anche lo staff giapponese rimase sorpreso dalla rivelazione.
Qualche tempo dopo, mentre Riley sta preparando la colazione, Yamaki riceve una e-mail dai ragazzi: tuttavia, poco dopo Shaggai viene riattivato dal Capo della Sicurezza Nazionale e, instabile, inizia ad andare fuori controllo. L'Ispettore Capo chiama quindi Yamaki e Riley, che riescono a terminare con successo il programma e vengono reintegrati.
Mentre i Pionieri Digitali lavorano sulla creazione dell'arca per riportare a casa i Domatori, Riley contatta i genitori dei ragazzi per fare loro sapere che i ragazzi stanno tornando, per poi chiedere informazioni a Janyu Wong riguardo al programma usato per l'arca. Un attacco al processore di Hypnos da parte del D-Reaper manda quasi a monte il piano, ma i Pionieri Digitali riescono ad immagazzinare energia dai computer di tutto il mondo con grande sorpresa di Riley. L'arca bioemerge al Parco di Shinjuku e Riley è nella squadra testimone del fatto, dovendo poi fare rapporto del fatto che i genitori di Jeri non verranno a prenderla.
Quando il D-Reaper segue i Domatori nel mondo reale, Riley, gli altri operatori di Hypnos ed i Pionieri Digitali sono costretti ad evacuare le torri di Hypnos e ad operare da un van prima di spostarsi in un quartier generale temporaneo. Riley, Yamaki e Tally si recano al panificio Matsuki ad incontrare i Domatori, dove Takato riconosce Riley come una cliente abituale. I tre assistono poi alla battaglia dei Digimon dei Domatori contro un Pendulum Feet, uno degli Agenti del D-Reaper.
Riley successivamente consola Yamaki, rendendosi conto che lui si sente responsabile della situazione e dicendogli che lui è stato solo il primo a cercare di controllare qualcosa di incontrollabile. Quindi lei e Tally, insieme a Shibumi, coordinano la Bioemersione di Grani.
Riley e Daisy quindi lavorano insieme per eseguire un controllo di sistema su Grani e scoprono delle immagini registrare a Digiworld, ora in rovina. Mentre i Digimon combattono nuovamente contro gli agenti del D-Reaper, Riley riesce ad inserirsi nel segnale del D-Reaper, permettendo agli adulti di vedere ciò che vede anche il D-Reaper, compreso ciò che si nasconde sotto strati di dati, rivelando ai genitori che i loro figli si sono fusi ai Digimon. Quando il D-Reaper evolve nel Mother D-Reaper, tutti sono costretti a ritirarsi a Tsukuba, dove Riley prende contratti con Johnny Beckenstein, che fornisce alla squadra importanti informazioni sulla struttura del D-Reaper. Riley è testimone dell'attivazione di Shaggai all'interno di MegaGargomon, il quale riesce a risucchiare il D-Reaper attraverso il vortice e a rispedirlo a Digiworld, dove ritorna ad avere il suo stato originale inoffensivo.
Secondo il riassunto di Takato dei mesi seguenti alla vittoria, Riley frequenta spesso con Yamaki il panificio Matsuki. Successivamente, quando Locomon appare a Tokyo, Riley e Tally monitorano la situazione dal ricostruito quartier generale di Hypnos ed individuano la Bioemersione dello stormo di Parasimon e di Justimon.
È doppiata in giapponese da Ai Nagano e in italiano da Anna Cesareni.

### Tally Onodera
Tally Onodera (小野寺 恵?, Onodera Megumi) è una degli operatori di sistema di Hypnos e molto amica della sua collega Riley. Generalmente piuttosto tranquilla, ma ciò nonostante molto intelligente ed estremamente efficiente dal punto di vista tecnologico, essendo una parte importante della macchina di Hypnos, Tally non è devota quanto Riley agli ideali di Yamaki.
Tally e Riley sono sempre pronte ad annunciare le frequenti Bioemersioni delle varie Entità nel mondo reale, inclusi Guilmon, Goblimon e Gorillamon. Ad un certo punto, lei e Riley parlano della pericolosa emergenza in corso e Riley ipotizza che presto si giungerà ad un livello di Bioemersioni mai raggiunto prima.
Alcune Bioemersioni dopo, Yamaki pianifica di far entrare in azione Shaggai. Poco prima, Tally e Riley avevano rilevato un segnale vagante che sembrava essere proprio sotto di loro, quando Tally aveva visto Calumon attraversare la stanza, immediatamente disarmata dalla sua tenerezza. La ragazza prova a convincere Riley di ciò che ha visto, ma lei non le crede. Successivamente, quando Tally si chiede cosa sia Shaggai, Riley le assicura che, qualsiasi cosa esso sia, sarebbe stato sicuramente foriero di cattive notizie. Quando Shaggai viene attivato, Tally non riesce a sopportare il rumore dei Digimon urlanti e prega di farlo smettere. Poco dopo, il primo Deva, Mihiramon, emerge dal vortice ed affronta i Domatori finché WarGrowlmon non riesce a distruggerlo.
Quando Tally e Riley rilevano la presenza di Sinduramon decidono di non importunare Yamaki poiché la creatura è di dimensioni inique, ma successivamente sono costrette a chiamarlo quando il Digimon assorbe l'elettricità della città e cresce di dimensioni.
Durante una breve pausa dal lavoro, Riley e Tally riescono a chiacchierare amichevolmente per un breve periodo di tempo, prima che la seconda apparizione di Vajramon interrompa bruscamente il loro momento di confidenza.
Quando Vikaralamon sta per bioemergere, l'enorme numero di dati fa quasi crashare Hypnos, ma Tally riesce a chiudere alcuni programmi non essenziali e a tenere la situazione sotto controllo, contattando anche preventivamente l'Ispettore Capo per Yamaki. Nella battaglia seguente tra lui e i Domatori, Shaggai viene riattivato e minaccia di cancellare tutti i Digimon finché Makuramon non causa un'esplosione che fa collassare il sistema e distrugge una parte sostanziale delle torri di Hypnos. Commentando che sapeva che sarebbe accaduta una cosa del genere, Tally lascia velocemente l'edificio con la maggior parte del resto dello staff.
Di conseguenza, Hypnos viene chiuso e Yamaki, Riley e Tally vengono licenziati. Tuttavia, Yamaki riesce a vedere la luce e offre il suo aiuto ai Domatori prima che essi partano per Digiworld, dando loro un palmare. Lui e Riley vengono quindi reintegrati quando l'instabile Shaggai viene riattivato dal Capo della Sicurezza Nazionale e i due riescono a tenerlo sotto controllo. Anche Tally viene reintegrata ed appare insieme a Riley, monitorando i disturbi che l'apparizione di Megidramon ha creato, abbastanza afflitta dalle proporzioni del disastro. Successivamente, Tally è pronta ad aiutare ad immagazzinare l'energia dei computer di tutto il pianeta quando i Pionieri Digitali ne hanno bisogno per pilotare l'arca che loro stessi hanno creato per riportare i Domatori sulla Terra.
Quando il D-Reaper segue i Domatori nel mondo reale, Tally, gli altri operatori di Hypnos ed i Pionieri Digitali sono costretti ad evacuare le torri di Hypnos e ad operare da un van prima di spostarsi in un quartier generale temporaneo. Tally, Yamaki e Riley si recano al panificio Matsuki ad incontrare i Domatori, per poi assistere poi alla battaglia dei loro Digimon contro un Pendulum Feet, uno degli Agenti del D-Reaper.
Dopo una grande battaglia con gli Agenti del D-Reaper, Tally e Janyu Wong mostrano a Kazu e Kenta la programmazione originale del D-Reaper. Poco dopo, lei, Riley e Shibumi coordinano la Bioemersione di Grani. Quindi, Tally è costretta a fare rapporto in tono grave su come il D-Reaper si stia diffondendo in tutto il mondo e riesce poi ad aprire una connessione satellitare che permette a Yamaki di comunicare direttamente con Takato mentre lui e Guilmon si trovano in battaglia nelle spoglie di Gallantmon. L'esito della battaglia, comunque, vede il D-Reaper evolvere in Mother D-Reaper, costringendo l'intero staff a ritirarsi a Tsukuba, dove viene elaborato il piano d'attacco finale.
Una settimana dopo, mentre i Domatori si dirigono in battaglia contro il D-Reaper stesso, Tally e Riley aiutano Yamaki ed i Pionieri Digitali a coordinare l'Operazione Buco Nero che porterà all'involuzione del D-Reaper nel suo inoffensivo stato originale.
Mesi dopo, quando Locomon appare a Tokyo, Tally e Riley aiutano a monitorare la situazione dal ricostruito quartier generale di Hypnos.
È doppiata in giapponese da Fumiko Miyashita e in italiano da Sabrina Duranti.

### Uomo in nero
L'uomo in nero è un anonimo agente ed operatore sul campo di Hypnos.
L'uomo in nero appare per la prima volta quando avvicina Janyu Wong e lo avverte che qualcuno sta ancora lavorando sul suo vecchio progetto, prima di sparire. Appare nuovamente per aggiornare Yamaki sulla ricerca di Shibumi e successivamente insieme ad altri due agenti sul campo all'inseguimento di colui che credono essere Shibumi per vari vicoli. Tuttavia, "Shibumi" fugge da loro svanendo in una nube di fumo: era in realtà un Mokumon che aveva assunto le sembianze di Shibumi.
È doppiato in giapponese da Haruo Satō e in italiano da Paolo Buglioni.

### Ispettore Capo
L'Ispettore Capo è un membro del corpo governativo che ha istituzionalizzato Hypnos ed il capo dello staff maggiormente coinvolto nelle sue funzioni.
Appare per la prima volta quando Yamaki è costretto a spiegargli la natura del sistema di Hypnos. L'Ispettore Capo gli dice che impedire ai Digimon di bioemergere non è abbastanza e che deve trovare tutti i Digimon già apparsi nel mondo reale ed eliminarli. In seguito ai terremoti che precedono l'arrivo di Vikaralamon, Yamaki contatta l'Ispettore Capo per avvertirlo dell'imminente Bioemersione. Quest'ultimo lo avverte che non tollererà un altro fallimento: così, quando Vikaralamon distrugge una porzione notevole della città, Shaggai non riesce a fermarlo ed una parte delle torri di Hypnos viene devastata da un'esplosione, Yamaki viene licenziato. Tuttavia, qualche tempo dopo, l'Ispettore Capo ed il Capo della Sicurezza Nazionale discutono su quale debba essere la sorte di Hypnos - quest'ultimo vuole riattivare il sistema, mentre l'Ispettore Capo pensa che sia una follia farlo senza Yamaki. La situazione è considerata un problema di sicurezza nazionale e così il Capo riesce a riportare in attività sia Hypnos che Shaggai, ma Shaggai si rivela ancora instabile e arrestarne il sistema risulta impossibile. L'Ispettore Capo chiama così Yamaki e, per il disappunto del Capo della Sicurezza Nazionale, lui e Riley riescono ad arrestare il sistema di Shaggai. Quando il D-Reaper segue i Domatori sulla Terra da Digiworld, Hypnos non può più rimanere un segreto per il pubblico poiché il professore Tetsuo Uchiharato ne parla in una trasmissione televisiva. L'Ispettore Capo successivamente tiene una conferenza stampa in cui dichiara che Hypnos non ha alcuna responsabilità dell'accaduto, ma viene accusato dell'accesso dell'organizzazione ad informazioni private.

## Pionieri Digitali
I Pionieri Digitali (ワイルドバンチ?, Wairudo Banchi, traslitterazione di Wild Bunch) sono un gruppo internazionale a livello informale di scienziati/programmatori di computer. Tuttavia, originariamente, erano solo un gruppo di studenti diretti dal professor Rob McCoy che frequentarono l'università insieme negli anni ottanta e che furono responsabili della creazione del programma Digimon originale.
Il gruppo frequentò l'università di Palo Alto insieme nel 1984. I suoi membri furono coinvolti nella creazione di forme di vita artificiali conosciute come Digimon e nella creazione di Digiworld: il figlio del professor McCoy, Keith, disegnò i Digimon, Shibumi scrisse il programma in grado di farli digievolvere e Daisy progettò i dispositivi che permettevano loro di comunicare con le creature. Il gruppo nel suo insieme riuscì così a creare degli esseri artificiali con un desiderio di sopravvivenza. Tuttavia, prima che potessero avere ulteriori idee per sviluppare il progetto, quest'ultimo fu chiuso dall'università nel 1986. Shibumi, il solitario del gruppo, continuò da solo lo sviluppo di Digiworld. Quest'ultimo alla fine inizia ad evolvere con i propri mezzi e Shibumi si immerge nel lavoro per più di vent'anni, sviluppando nuovi collegamenti tra i mondi come il Digivice e le Carte Blu.
Negli anni 2000, il gruppo viene riunito da Hypnos nell'episodio "Il rapimento di Calumon" prima per aiutare a proteggere la Terra dai Digimon (e, usando la loro conoscenza, per distruggere i Digimon utilizzando i loro stessi dati contro di loro), poi per aiutare a creare l'Arca per riportare indietro i ragazzi da Digiworld ed infine per aiutare a combattere il D-Reaper. Una delle loro più grandi creazioni è sicuramente l'entità conosciuta con il nome di Grani.

### Gorou Mizuno
Gorou Mizuno (水野 悟郎?, Mizuno Gorō), soprannominato "Shibumi", è uno dei membri dei Pionieri Digitali.
Mentre è membro dei Pionieri Digitali a metà degli anni ottanta, è visto dagli altri membri del gruppo come piuttosto introverso e visionario nel suo modo di vedere il progetto. Mizuno immaginava il progetto come un trampolino di lancio verso la creazione di Digiworld, abitato da forme di vita intelligenti.
Il progetto venne chiuso nel 1986 dall'università di Palo Alto dopo che la compagnia giapponese che lo aveva fondato ritirò i suoi finanziamenti. Nel 1993 Shibumi continuò da solo la ricerca e lo sviluppo del programma Digimon. Tuttavia, dopo un incidente stradale finì in uno stato semicomatoso.
Durante la battaglia con i Deva, Mizuno riesce a proiettare la sua anima nel mondo fisico, dove viene identificato come un uomo biondo con un giubbotto giallo ed un cappellino da baseball. Questa incarnazione di Shibumi mantiene sempre un profilo nell'ombra poiché sfugge continuamente agli agenti governativi giapponese, ma nel contempo distribuisce astutamente delle Carte Blu ai bambini che giocano il gioco di carte di Digimon, le quali alla fine giungono ai Domatori.
Nell'episodio "Le verità di Mizuno", Mizuno riesce anche a proiettare la propria anima a Digiworld, dove i Domatori ed i loro Digimon partner sono alle ricerca di Calumon, catturato precedentemente da uno dei Deva; in ogni caso, il volto di Shibumi appare per la prima volta in questa forma, nonostante assuma un aspetto trasparente, simile a quello di uno spettro. Viene trovato mentre dorme in una biblioteca del quinto livello di Digiworld da Takato, Henry e Terriermon; quando i tre lo svegliano, l'uomo spiega la struttura di Digiworld ed il perché i Domatori sono stati designati per quel particolare compito.
Successivamente, Shibumi appare nella stessa forma quando i Digimon Supremi sono impegnati nell'istruire i Domatori sull'attuale minaccia di Digiworld. Tuttavia, prima che possa spiegare soddisfacentemente la creazione del D-Reaper e la storia dietro di esso, Shibumi svanisce poiché il suo corpo in stato semicomatoso inaspettatamente si risveglia nel letto d'ospedale in cui era rimasto per i precedenti dieci anni.
Appare infine nella sua vera forma corporea durante il combattimento contro il D-Reaper nel mondo reale, quando si riunisce al resto dei Pionieri Digitali. L'uomo crea una Carta Rossa per i Domatori da usare nel momento in cui attivano la Biodigievoluzione, così che la Massa del Caos presente all'interno del D-Reaper non sia in grado di sciogliere le loro Digievoluzioni e separarli dai loro partner. Tuttavia, Shibumi compie un errore nello scrivere l'algoritmo e non tiene conto delle forme biodigievolute dei Domatori, così che il suo effetto svanisce proprio mentre il D-Reaper regredisce in un semplice programma.
Mentre si trovava ancora in ospedale, Mizuno aveva inviato un Mokumon sulla Terra, dove il Digimon aveva assunto le sembianze di Shibumi e aveva svolto alcuni compiti per lui. I Digignomi, forme di vita digitali primitive, avevano trovato un altro modo di utilizzare l'algoritmo di Shibumi: inviandololo nel mondo reale tramite le Digicarte, creando così le Carte Blu, l'algoritmo mette in contatto gli esseri umani ed i loro Digimon partner, portando alla formazione dei Domatori.
Mokumon/Shibumi si fa notare quando fa cadere una Digicarta, che celava già al suo interno l'algoritmo della Digievoluzione di Shibumi, all'interno della collezione di un giovane giocatore. La carta alla fine arriva nelle mani di Henry, figlio di Janyu Wong, uno dei vecchi compagni di Shibumi nei Pionieri Digitali. Janyu riconosce il codice di Shibumi all'interno della carta e, dopo che Henry e gli altri Domatori non riescono a rintracciare la fonte della carta, racconta al figlio del suo passato nei Pionieri Digitali.
È doppiato in giapponese da Taro Suwa e in italiano da Gianni Bersanetti Ludovisi.

#### Janyu Wong
Janyu Wong (李 鎮宇?, Lī Janyū), soprannominato "Tao", è il padre di Henry e Suzie ed uno dei membri dei Pionieri Digitali, specializzato in linguaggi di comunicazione.
Quando era giovane, Janyu studiò all'università di Palo Alto e si unì a Rob McCoy e al suo gruppo di altri studenti in un esperimento per creare la vita artificiale. Il gruppo si denominò "Pionieri Digitali" e tutti i suoi membri assunsero dei nomi in codice: Janyu scelse per sé il nome "Tao". L'esperimento del gruppo fu un successo quando crearono ciò che in seguito sarebbero divenuti dei Digimon, ma fu interrotto bruscamente a causa del ritiro dei loro finanziamenti, causando un congelamento definitivo dell'esperimento. All'insaputa dei Pionieri Digitali, tuttavia, le loro creazioni digitali riuscirono a spostarsi a Digiworld, una realtà parallela creata dalle reti di telecomunicazioni della Terra, dove continuarono a crescere e ad evolvere.
Janyu ed i Pionieri Digitali non videro riconosciuto loro alcun merito per la creazione dei Digimon quando furono distribuiti un videogioco, un gioco di carte ed una serie televisiva ad essi dedicati, ma Janyu sembrò non fare una piega ed accettare la situazione, arrivando a comprare l'ultima versione del gioco per suo figlio.
Tuttavia, Janyu non può rifuggire il suo passato e presto giunge a fargli visita un misterioso uomo in nero, un agente dell'organizzazione di Hypnos, che lo avverte che esiste qualcuno che non ha mai smesso di lavorare sul progetto. L'uomo poi sparisce prima che Janyu possa fargli qualsiasi domanda sull'argomento.
Sapendo che suo padre aveva qualcosa a che fare con i Digimon, Henry chiede il suo aiuto quando trova una delle strane Carte Blu. Janyu scannerizza i suoi dati e rimane sconvolto nello scoprire che il codice contenuto nella carta porta la firma di Shibumi, uno dei suoi ex compagni nei Pionieri Digitali. Janyu nasconde questo fatto a Henry, ma il giorno successivo è costretto a rivelare la cosa dopo aver fatto un'altra scoperta scioccante: i Digimon esistono anche nel mondo reale. Dopo essersi imbattuto per errore in Henry, Terriermon, Takato e Impmon nel parco, Janyu si brucia lievemente un braccio con una delle palle di fuoco di Impmon ed Henry fugge via prima che suo padre possa dire o fare nulla. Quella sera, Janyu rivela al figlio ogni particolare riguardo al suo coinvolgimento nelle origini dei Digimon.
Quando Janyu scopre che il suo posto di lavoro è stato spostato nel palazzo del governo metropolitano di Tokyo rimane abbastanza perplesso. Tuttavia, quando arriva al lavoro, viene lasciato seduto in una sala conferenze per ore. Alla fine viene avvicinato da Yamaki, creatore dell'organizzazione Hypnos, e portato nel suo centro, dove gli vengono spiegati il sistema ed il processo per cui i Digimon stanno apparendo sulla Terra. Tutti gli altri Pionieri Digitali, ad eccezione di Shibumi, erano stati precedentemente raggruppati lì così che Yamaki potesse imparare di più sui Digimon ed incrementare le sue possibilità di distruggerli. Il gruppo, terrorizzato, è anche testimone della battaglia dei Domatori contro Indramon.
Janyu ed i Pionieri Digitali continuano il loro lavoro, solo momentaneamente turbati da alcuni piccoli terremoti - i quali, si sarebbe poi scoperto, precedevano la Bioemersione del Deva cinghiale, Vikaralamon. Janyu si oppone all'idea di Yamaki di attivare Shaggai per distruggere il Deva, essendo consapevole che esso avrebbe distrutto anche i Digimon dei Domatori. L'uomo riesce velocemente a mettere fuori combattimento le guardie della sicurezza grazie alla sua conoscenza delle arti marziali e si dirige verso il luogo della battaglia per aiutare i Domatori, provando a portarli in un luogo sicuro. Makuramon disattiva poi Shaggai, portando alla distruzione di Vikaralamon da parte di WarGrowlmon: tuttavia, Makuramon riesce a catturare Calumon e a fuggire a Digiworld.
L'interesse di Janyu nello studio del D-Arc di Henry, dopo aver notato quanto fosse simili ai disegni originali elaborati dai Pionieri Digitali, impedisce a Henry di dire a suo padre che i Domatori hanno intenzione di inseguire Makuramon a Digiworld e, alla fine, Janyu viene a sapere di questo avvenimento tramite una e-mail speditagli dal figlio. Yamaki, riportato quantomeno alla ragione, consegna un palmare ai Domatori prima che essi partano, dispositivo che in seguito tornerà loro molto utile per ristabilire il contatto con la Terra. Yamaki contatta Janyu ed i Pionieri Digitali e questi ultimi convocano i parenti di tutti i Domatori per spiegare come stiano le cose - all'infuori di Mayumi, la moglie di Janyu, che viene deliberamente tenuta all'oscuro di tutto. Durante l'incontro, Takato e Henry decidono di contattarli proprio in quel momento poiché si trovano intrappolati in una caverna sottomarina. Janyu avalla l'idea di Henry che a Digiworld tutto ciò di cui loro hanno bisogno è credere che possano respirare sott'acqua per poterlo effettivamente fare: in questo modo, i due ragazzi e Terriermon riescono a scappare.
Quando Janyu porta Suzie al parco a giocare, i due incontrano Yamaki e, mentre i due uomini iniziano a parlare, Suzie si ritrova trascinata a Digiworld. Janyu nasconde anche questo avvenimento alla moglie, dicendole che la piccola era andata a stare da suo padre a Hong Kong, ma Mayumi riesce a capire che si tratta di una bugia e chiede di conoscere la verità. Janyu la informa, non senza rimpianti, che non può ancora dirglielo e poi è costretto a lasciare la sua casa e a recarsi al quartier generale di Hypnos quando delle onde di energia distruttiva iniziano ad essere emanate da Digiworld a causa della presenza di Megidramon lì.
Successivamente, i Pionieri Digitali iniziano a costruire un'arca per riportare i Domatori nel mondo reale, utilizzando, come Janyu stesso spiega a Riley, il codice centrale del loro programma Digimon originale per farla funzionare. Un attacco al processore di Hypnos da parte del vero nemico dei Digimon e degli esseri umani, il mortale D-Reaper, manda quasi a monte i loro piani, ma i Pionieri Digitali riescono a recuperare l'energia da tutti i computer del mondo e ad avere successo. L'arca bioemerge al Parco di Shinjuku, ma i Domatori presto scoprono di essere stati seguiti dal D-Reaper, il quale inizia immediatamente ad infestare l'area di Shinjuku, costringendo lo staff di Hypnos ed i Pionieri Digitali a lasciare le torri e ad operare da uno dei van dell'organizzazione. Janyu parla ad Henry e al suo sensei tramite il telefono. Successivamente, il gruppo stabilisce un nuovo quartier generale temporaneo, dove Shibumi si riunisce al gruppo e dove Janyu riceve dei dati riguardanti la versione originale del programma D-Reaper da un collega in Germania. Quando i Domatori e le loro famiglie si ritrovano tutti al quartier generale temporaneo, Janyu e Tally mostrano a Kazu e Kenta il programma originale del D-Reaper e poco dopo Suzie dice a Janyu di aver visto Calumon e Beelzemon Blast Mode sparire all'interno della Massa del Caos del D-Reaper durante una battaglia precedente. Un'analisi approfondita di quell'area rivela che Jeri è tenuta prigioniera nella Sfera Kernel ma, dopo che il suo tentativo di salvataggio fallisce, il D-Reaper evolve nel Mother D-Reaper, costringendo l'intero gruppo a ritirarsi a Tsukuba per elaborare un nuovo piano di attacco. Il piano viene finalizzato nella settimana successiva, ma Janyu ne tiene tutti i dettagli nascosti a Henry - fingendo semplicemente di scannerizzare Terriermon mentre, in realtà, il programma Shaggai stava per essere caricato dentro di lui. Janyu temeva che suo figlio non lo avrebbe mai perdonato ma procede lo stesso, vedendolo come l'unico modo di ottenere quella che si sarebbe rivelata una vittoria di Pirro. Quando i Digimon biodigievoluti entrano nella Massa del Caos per la battaglia finale, Janyu, Dolphin e Yamaki istruiscono Henry e Terriermon, uniti nella forma di MegaGargomon, su come entrare nel portale che il D-Reaper ha aperto tra la Terra e Digiworld e su come attivare Shaggai, invertendo la rotazione del vortice. Quest'azione destabilizza l'ammasso quantico del D-Reaper, risucchiandolo attraverso il vortice e facendolo tornare al suo inoffensivo stato originale.
Tuttavia, la vittoria comporta un sacrificio da fare: gli effetti di Shaggai si fanno sentire anche sui Digimon dei Domatori, che regrediscono tutti alle loro forme di livello primo stadio e sono costretti a tornare anche loro a Digiworld. Uno Janyu sul punto di piangere prova a spiegare a suo figlio che quella era l'unica strada e che con il tempo le cose sarebbero migliorate, ma tutto ciò che Henry riesce a fare è scuotere la testa causando la reazione del padre, che cade in ginocchio ed inizia a piangere.
È doppiato in giapponese da Yoshiyuki Kaneko e in italiano da Massimo Bitossi.

#### Rob McCoy
Il dottor Rob "Dolphin" McCoy (ロブ・マッコイ?, McCoy Rob), soprannominato "Dolphin", è il nonno di Alice ed un professore all'Università di Palo Alto (forse una citazione dell'Università di Stanford), oltre ad essere un membro dei Pionieri Digitali. È inoltre colui che inizia il progetto per creare la vita artificiale, che alla fine genera i Digimon. Ha studiato con il professor John Lilly: il soprannome di Dolphin è un riferimento ai numerosi studi con i delfini del professore.
Nel 1984, quando è ancora un assistente all'Università, Rob McCoy inizia il suo progetto utilizzando dei disegni fatti da suo figlio Keith come base per il design delle sue creature. A McCoy si aggiunse presto un gruppo di studenti dell'università - Janyu "Tao" Wong, Gorou "Shibumi" Mizuno, Rai "Curly" Aishuwarya, "Babel" e "Daisy" (i veri nomi di questi ultimi sono sconosciuti) - ed insieme formarono il gruppo noto come Pionieri Digitali. Riuscirono a creare primitive forme di vita artificiali con successo, ma prima che potessero spingersi oltre le loro finanze furono prosciugate ed il progetto fu chiuso. Tuttavia, le forme di vita digitali si fecero inavvertitamente strada verso il "mondo digitale" della rete, Digiworld, dove iniziarono a crescere e a prosperare.
Pressappoco vent'anni dopo, Dolphin e gli altri Pionieri Digitali, all'infuori di Shibumi, furono rinuiti da Yamaki e Hypnos per poter capire qualcosa di più sui Digimon e poterli così distruggere. Tuttavia, quando il sistema Shaggai fallisce nel distruggere Vikaralamon, Yamaki viene licenziato e perde il lavoro.
Successivamente, quando Yamaki entra in contatto con i Domatori, che decidono di recarsi a Digiworld per liberare Calumon dai Deva, l'uomo riunisce nuovamente Dolphin e gli altri Pionieri Digitali così che possano spiegare la situazione ai genitori dei ragazzi. Dolphin illustra dettagliatamente le origini dei Digimon ai parenti confusi, quindi lui e gli altri iniziano a lavorare nell'edificio per costruire un'arca che riporterà a casa i ragazzi. Dolphin è il responsabile della programmazione dell'arca ed utilizza il codice del programma centrale Digimon originario così da far funzionare a dovere il veicolo. Un attacco del D-Reaper al processore di Hypnos rischia di far saltare i loro piani, ma i Pionieri Digitali riescono ad imbrigliare la potenza dei computer di tutto il pianeta per terminare i loro calcoli e spedire l'arca a Digiworld per prelevare i ragazzi e riportarli a casa. Ma la battaglia non è finita: il D-Reaper, infatti, ha seguito i ragazzi sulla Terra ed ha immediatamente iniziato ad infestare l'area di Shinjuku, costringendo i Pionieri Digitali ed il resto dello staff di Hypnos a fuggire dal quartier generale e ad allestire una nuova base delle operazioni temporanea, dove Shibumi si unisce a loro. Dolphin partecipa ad una trasmissione televisiva informativa, in cui spiega al pubblico tutto ciò che c'è da sapere sui Digimon e sulle loro origini, sul perché essi non siano pericolosi e su che cosa sia il D-Reaper. Durante la trasmissione vengono mostrati diversi filmati suoi e di suo figlio, oltre a diversi disegni di vari Digimon che suo figlio aveva approntato.
Nel frattempo, tuttavia, alla nipote di Dolphin, Alice, e al suo Digimon partner Dobermon è stata assegnata un'importante missione da parte dei Digimon Supremi. Mentre Dobermon consegna ai Domatori il potere di biodigievolvere nel mondo reale e durante le battaglie seguenti, Dolphin si sofferma con sguardo triste su una sua foto insieme a suo figlio Keith e a sua nipote Alice.
Quando l'Arca, divenuta senziente grazie all'uso del codice Digimon da parte di Dolphin, contatta Yamaki tramite il suo computer, i Pionieri Digitali decidono di modificarla in un "destriero da battaglia" per aiutare i Domatori, trasformandola in Grani. Quest'ultima bioemerge giusto in tempo per unirsi alla battaglia contro l'Optimizer.
Successivamente, dopo essersi dovuti trasferire dalla base temporanea e stabilirsi a Tsukuba, i sensori posizionati all'interno del D-Reaper da Johnny Beckenstein e dalla Taskforce Globale rivelano che il D-Reaper è un ammasso quantico. Con questa informazione, Dolphin ed i Pionieri Digitali mettono a punto la loro strategia finale contro il D-Reaper, l'Operazione Buco Nero, che tuttavia rimane sconosciuta ai Domatori. Mentre i Digimon Biodigievoluti combattono all'interno del D-Reaper, Dolphin, Yamaki e Janyu spiegano a Henry che loro hanno inserito il programma Shaggai all'interno della memoria di Terriermon e gli spiegano cosa fare. Quando MegaGargomon crea un vortice all'interno della massa del D-Reaper Shaggai si attiva, risucchiando il D-Reaper all'interno del passaggio tra la Terra e Digiworld e facendolo regredire al suo stato inoffensivo originale.
È doppiato in giapponese da Masami Kikuchi e in italiano da Luigi Ferraro.

#### Rai Aishuwarya
Rai Aishuwarya, soprannominata "Curly" (カーリ?), è una professoressa di nazionalità indiana che insegna alla Miscatonic University (citazione della Miskatonic University) ed è un membro dei Pionieri Digitali, specializzata in teoria quantica.
Curly e gli altri Pionieri Digitali, all'infuori di Shibumi, vengono riuniti da Yamaki e Hypnos per poter scoprire qualcosa di più sui Digimon in modo da riuscire a distruggerli. Tuttavia, quando il sistema Shaggai fallisce nel distruggere Vikaralamon, Yamaki viene licenziato.
Successivamente, quando Yamaki entra in contatto con i Domatori, che decidono di recarsi a Digiworld per liberare Calumon dai Deva, l'uomo riunisce nuovamente Curly e gli altri Pionieri Digitali così che possano spiegare la situazione ai genitori dei ragazzi. Curly e gli altri iniziano quindi a lavorare nell'edificio di Hypnos per costruire un'arca che riporterà a casa i ragazzi. Un attacco del D-Reaper al processore di Hypnos rischia di far saltare i loro piani, ma i Pionieri Digitali riescono ad imbrigliare la potenza dei computer di tutto il pianeta per terminare i loro calcoli e spedire l'arca a Digiworld per prelevare i ragazzi e riportarli a casa. Ma la battaglia non è finita: il D-Reaper, infatti, ha seguito i ragazzi sulla Terra ed ha immediatamente iniziato ad infestare l'area di Shinjuku, costringendo i Pionieri Digitali ed il resto dello staff di Hypnos a fuggire dal quartier generale e ad allestire una nuova base delle operazioni temporanea, dove Shibumi si unisce a loro.
La sfida seguente dei Pionieri Digitali consiste nel modificare l'arca, divenuta nel frattempo senziente, e trasformarla in Grani, una sorta di "destriero da battaglia" per Gallantmon. Grani bioemerge giusto in tempo per unirsi alla battaglia contro l'Optimizer. Successivamente, dopo essersi dovuti trasferire dalla base temporanea e stabilirsi a Tsukuba, i sensori posizionati all'interno del D-Reaper da Johnny Beckenstein e dalla Taskforce Globale rivelano che il D-Reaper è un ammasso quantico. Con questa informazione, Curly programma immediatamente un vortice che verrà utilizzato nella loro strategia finale per far regredire il D-Reaper. Quando MegaGargomon crea un vortice all'interno della massa del D-Reaper Shaggai si attiva, risucchiando il D-Reaper all'interno del passaggio tra la Terra e Digiworld e facendolo regredire al suo stato inoffensivo originale.
È doppiata in giapponese da Yōko Matsuoka e in italiano da Georgia Lepore.

#### Babel
Babel (バベル?), il cui vero nome è sconosciuto, è un membro afroamericano dei Pionieri Digitali, specializzato in fisica teorica.
Babel e gli altri Pionieri Digitali, all'infuori di Shibumi, vengono riuniti da Yamaki e Hypnos per poter scoprire qualcosa di più sui Digimon in modo da riuscire a distruggerli. Tuttavia, quando il sistema Shaggai fallisce nel distruggere Vikaralamon, Yamaki viene licenziato.
Successivamente, quando Yamaki entra in contatto con i Domatori, che decidono di recarsi a Digiworld per liberare Calumon dai Deva, l'uomo riunisce nuovamente Babel e gli altri Pionieri Digitali così che possano spiegare la situazione ai genitori dei ragazzi. Babel e gli altri iniziano quindi a lavorare nell'edificio di Hypnos per costruire un'arca che riporterà a casa i ragazzi. Un attacco del D-Reaper al processore di Hypnos rischia di far saltare i loro piani, ma i Pionieri Digitali riescono ad imbrigliare la potenza dei computer di tutto il pianeta per terminare i loro calcoli e spedire l'arca a Digiworld per prelevare i ragazzi e riportarli a casa. Ma la battaglia non è finita: il D-Reaper, infatti, ha seguito i ragazzi sulla Terra ed ha immediatamente iniziato ad infestare l'area di Shinjuku, costringendo i Pionieri Digitali ed il resto dello staff di Hypnos a fuggire dal quartier generale. Una volta allestita una nuova base delle operazioni temporanea, dove Shibumi si unisce a loro, Babel utilizza alcuni satelliti per fornire una visione dall'alto del D-Reaper e si rende conto che il D-Reaper si sta tenendo volutamente alla larga dalle aree di verde.
La sfida seguente dei Pionieri Digitali consiste nel modificare l'arca, divenuta nel frattempo senziente, e trasformarla in Grani, una sorta di "destriero da battaglia" per Gallantmon. Grani bioemerge giusto in tempo per unirsi alla battaglia contro l'Optimizer. Successivamente, Babel identifica correttamente le armi usate dalla Taskforce Globale come dispositivi magnetici di disturbo, prima che tutto lo staff sia costretto a trasferirsi dalla base temporanea e a stabilirsi a Tsukuba. Come strategia finale contro il D-Reaper i Pionieri Digitali mettono a punto l'Operazione Buco Nero, utilizzando MegaGargomon per creare un vortice all'interno della massa del D-Reaper e attivando così Shaggai, risucchiando il D-Reaper all'interno del passaggio tra la Terra e Digiworld e facendolo regredire al suo stato inoffensivo originale.
È doppiato in giapponese da Kenji Nomura e in italiano da Francesco Meoni.

#### Daisy
Daisy (デイジー?), il cui vero nome è sconosciuto, è un membro dei Pionieri Digitali, specializzata in robotica e software. Daisy è inoltre l'unico membro del team ad essere riuscita a vedere un vero e proprio Digimon, risultato dei loro esperimenti nel 1984, prima che la squadra si sciogliesse. Il suo nome è un riferimento al celebre film 2001: Odissea nello spazio.
Daisy e gli altri Pionieri Digitali, all'infuori di Shibumi, vengono riuniti da Yamaki e Hypnos per poter scoprire qualcosa di più sui Digimon in modo da riuscire a distruggerli. Tuttavia, quando il sistema Shaggai fallisce nel distruggere Vikaralamon, Yamaki viene licenziato.
Successivamente, quando Yamaki entra in contatto con i Domatori, che decidono di recarsi a Digiworld per liberare Calumon dai Deva, l'uomo riunisce nuovamente Daisy e gli altri Pionieri Digitali così che possano spiegare la situazione ai genitori dei ragazzi. Daisy e gli altri iniziano quindi a lavorare nell'edificio di Hypnos per costruire un'arca che riporterà a casa i ragazzi. Un attacco del D-Reaper al processore di Hypnos rischia di far saltare i loro piani, ma i Pionieri Digitali riescono ad imbrigliare la potenza dei computer di tutto il pianeta per terminare i loro calcoli e spedire l'arca a Digiworld per prelevare i ragazzi e riportarli a casa. Ma la battaglia non è finita: il D-Reaper, infatti, ha seguito i ragazzi sulla Terra ed ha immediatamente iniziato ad infestare l'area di Shinjuku, costringendo i Pionieri Digitali ed il resto dello staff di Hypnos a fuggire dal quartier generale e ad allestire una nuova base delle operazioni temporanea, dove Shibumi si unisce a loro.
Quando l'arca, divenuta nel frattempo senziente, contatta Yamaki tramite il suo computer, l'uomo va da Daisy e le porta le informazioni ricevute. I Pionieri Digitali decidono quindi di modificare l'arca in un "destriero da battaglia" per aiutare i Domatori: Daisy è colei maggiormente responsabile del design del nuovo aspetto fisico dell'arca, trasformandola in Grani. Quest'ultima bioemerge giusto in tempo per unirsi alla battaglia contro L'Optimizer. Daisy e Riley quindi modificano Grani, equipaggiandola con il Raggio di Yuggoth.
Successivamente, dopo essersi dovuti trasferire dalla base temporanea e stabilirsi a Tsukuba, i sensori posizionati all'interno del D-Reaper da Johnny Beckenstein e dalla Taskforce Globale rivelano che il D-Reaper è un ammasso quantico. Con questa informazione, Daisy ed i Pionieri Digitali mettono a punto la loro strategia finale contro il D-Reaper, l'Operazione Buco Nero, utilizzando MegaGargomon per creare un vortice all'interno della massa del D-Reaper e attivando così Shaggai, risucchiando il D-Reaper all'interno del passaggio tra la Terra e Digiworld e facendolo regredire al suo stato inoffensivo originale.
È doppiata in giapponese da Asako Dodo e in italiano da Benita Martini.

#### Johnny Beckenstein
Johnny Beckenstein (ジョニー・ベッケンスタイン?) è un alleato americano dei Pionieri Digitali. Non viene rivelato come si siano conosciuti, ma anche lui è un mago della tecnologia.
Quando il D-Reaper attacca il mondo reale, Beckenstein lavora con la Taskforce Globale per contrattaccare con una serie di dispositivi magnetici di disturbo, i quali vengono gettati all'interno della massa del D-Reaper tramite dei bombardieri stealth. Beckenstein contatta quindi i Pionieri Digitali tramite i loro computer, ma la comunicazione presto viene interrotta a causa dei dispositivi di disturbo che interferiscono nella trasmissione. Sfortunatamente, i dispositivi non arrecano molti danni al D-Reaper, il quale li distrugge con il proprio calore. In seguito i Pionieri Digitali riescono a rimettersi in contatto con Beckenstein, che li informa che una manciata di sonde è ancora operativa e fa rapporto sui dati raccolti da queste ultime. Queste informazioni aiutano i Pionieri Digitali a dedurre che il D-Reaaper sia un ammasso quantico. Quindi Beckenstein si congeda, lasciando i Pionieri Digitali ai loro calcoli.

## Altri esseri umani
Famiglia Matsuki
- Takehiro Matsuki (松田 剛弘?, Matsuda Takehiro): Il padre di Takato; possiede un panificio.
- Mie Matsuki (松田 美枝?, Matsuda Yoshie): La madre di Takato; lavora con il marito al panificio.
- Kai Urazoe (浦添 カイ?, Urazoe Kai): Il cugino di Takato che vive ad Okinawa.

Famiglia Wong
- Janyu "Tao" Wong (李 鎮宇?, Lee Janyū): Il padre di Henry e Suzie; è uno dei Pionieri Digitali.
- Mayumi Wong (李 麻由美?, Lee Mayumi): La madre di Henry e Suzie; fa la casalinga.
- Rinchei Wong (李 連杰?, Lee Rinchei): Fratello maggiore di Henry e Suzie.
- Jaarin Wong (李 嘉玲?, Lee Jaarin): Sorella maggiore di Henry e Suzie.

Famiglia Nonaka
- Rumiko Nonaka (牧野 ルミ子?, Makino Rumiko): La madre di Rika; lavora come modella.
- Seiko Hata (秦 聖子?, Hata Seiko): La nonna di Rika.

Famiglia Katou
- Hajime Katou (加藤 肇?, Katō Hajime): Il padre di Jeri; ha un ristorante giapponese.
- Shizue Katou (加藤 静江?, Katō Shizue): La matrigna di Jeri.
- Masahiko Katou (加藤 昌彦?, Katō Masahiko): Il fratellastro di Jeri.

Famiglia Shioda
- Hirofumi Shioda] (塩田 博文?, Shiota Hirofumi): Il padre di Kazu.
- Takako Shioda (塩田 貴子?, Shiota Takako): La madre di Kazu.

Famiglia Kitagawa
- Shiyunsuke Kitagawa (北川 駿介?, Kitagawa Shunsuke): Il padre di Kenta.
- Akemi Kitagawa (北川 明美?, Kitagawa Akemi): La madre di Kenta.

Famiglia Uehara
- Takehito Uehara: Il padre di Minami; inventore del V-Pet.
- Mei: Il cucciolo di cane di Minami; affogò nell'oceano mentre Minami faceva surf sulla sua tavola da bodyboard durante una tempesta.

Scuola elementare di Yodobashi
- Nami Asanuma (浅沼 奈美?, Asanuma Nami): La maestra della classe di Takato.
- Toshiaki Mori (森 聡明?, Mori Toshiaki): Un maestro che sembra avere una cotta per la signorina Asanuma.
- Seiji Kurosawa (黒沢 清二?, Kurosawa Seiji): Il preside della scuola.
- Signor Iwamoto (岩本先生?, Iwamoto Sensei): Un altro maestro della scuola.
- Yuuji Terayama: Uno dei compagni di classe di Takato.
- Taizou Aoyama: Uno dei compagni di classe di Takato.
- Tadashi Nakabayashi: Uno dei compagni di classe di Takato.
- Ayaka Itou (伊東 彩香?, Ayaka Itō): Una delle amiche di Jeri.
- Miki Nakajima (中島 美紀?, Nakajima Miki): Una delle amiche di Jeri.

Altri personaggi
- Jeremy: Un amico di Kenta che vive lontano dal centro abitato e che ha regalato a Kenta una Carta Digimon inutile, successivamente trasformatasi in una Carta Blu. Quando Takato, Henry e Rika lo cercano per chiedergli spiegazioni, il ragazzo spiega di aver trovato quella carta dopo essersi scontrato con uno strano uomo (il falso Shibumi) nei pressi di un negozio di elettronica.
- Johnny Beckenstein (ジョニー・ベッケンスタイン?): Un alleato americano dei Pionieri Digitali che li informa che alcune delle sonde sono ancora operative, fornendo altre informazioni che permettono loro di dedurre che il D-Reaper sia un ammasso quantico.

## Altri Digimon

### Dodici Deva
I Deva (十二神将?, Jūni Shinshou, lett. "Dodici Generali Celesti") sono un gruppo composto di dodici Digimon di livello evoluto appartenenti alla famiglia degli animali sacri, i quali derivano dal mito buddista dei Dodici Generali Celesti, delle divinità che proteggevano il Bhaiṣajyaguru, mentre il termine deva deriva invece dalla mitologia indiana ed indica gli dei. I Dodici Generali Celesti alla fine vennero fusi con gli animali dello zodiaco cinese nel Buddismo giapponese, così i Deva sono rappresentati da quelle figure. I Deva sono seguaci dei Digimon Supremi e ogni Supremo ha tre Deva per subordinati (anche se nella serie TV sembrano essere tutti sottoposti di Zuquialmon).
I Deva condividono diverse somiglianze oltre alle loro origini. Ognuno ha tre corna, occhi rossi ed indossa un'armatura in stile cinese con una sciarpa rossa o viola. Ogni Deva porta un'arma che lo contraddistingue dal nome cinese, con la forma "Bǎo X" (宝X?, "Tesoro X"), in cui la "X" è un tipo generico di arma. Anche se i Dodici Generali Celesti della mitologia buddista possedevano armi specifiche, alcune di queste sono state scambiate tra i Digimon Deva. Ad esempio, i Generali Śaṇḍilya e Indra portano rispettivamente uno scudo ed una lancia, mentre Sandiramon e Indramon sono rispettivamente armati con una lancia ed uno scudo. Infine, ogni Attacco Speciale dei Deva trae il proprio nome da uno dei Naraka menzionati nel Vishnu Purāṇa, il quale solitamente condivide qualche tipo di relazione o con l'animale dello zodiaco o con l'arma del Deva.
Nell'universo di Tamers, i Deva sono tutti servi di Zhuqiaomon. Viene ordinato loro di cercare Calumon e successivamente di conquistare il mondo umano. I primi nove Deva giungono fino a Tokyo grazie ad un malfunzionamento del programma Shaggai di Yamaki, che rende più facile il passaggio nel mondo reale ai Digimon. I Domatori ed i loro Digimon riescono a sconfiggere i primi otto Deva, ma il nono, Makuramon, riesce a rapire Calumon, costringendo il gruppo ad inseguirlo a Digiworld, luogo in cui incontrano gli ultimi tre Deva. Uno di questi ultimi, Antylamon, diviene amica di Suzie Wong e successivamente la sua Digimon partner. Tuttavia, poiché ha rigettato il credo del suo maestro secondo il quale i Digimon dovrebbero dominare gli esseri umani, il suo potere le viene portato via, facendola regredire in Lopmon. Ciò nonostante, Antylamon rimane l'unico Deva sopravvissuto.

#### Mihiramon
Mihiramon (ミヒラモン?) è un Digimon animale sacro di livello evoluto, il cui nome deriva dal mitologico Mihira, uno dei Dodici Generali Celesti. È il Deva Tigre e serve il Digimon Supremo Azulongmon. In quanto seguace di Azulongmon, Mihiramon è il Deva più brutale, anche se è un brillante tattico specializzato nell'interpretare il territorio. Con la sua velocità incredibile è più rapido del vento quando corre a terra e più veloce del suono quando sfreccia nel cielo grazie alle sue ali, quindi atterra facilmente il nemico. In combattimento il Deva fa a pezzi il nemico con le sue zanne ed i suoi artigli appuntiti ed è diventato maestro della tecnica "Bǎo Bàng" (宝棒? lett. "Bastone del Tesoro"), che consiste nel trasformare la sua coda in un bastone a tre sezioni ottagonale.
Quando Mitsuo Yamaki attiva il programma Shaggai per eliminare tutti i Digimon della Terra, un'anomalia si infiltra nel vortice e bioemerge sul tetto della Torre di Hypnos nella forma di Mihiramon. Mihiramon tormenta Yamaki fino a portarlo al limite della follia. Renamon e Terriermon provano entrambi a combatterlo nelle loro forme di livello campione, ma falliscono miseramente. Guilmon digievolve in Growlmon, ma viene ferito mortalmente dalla tigre e Takato, sentendo anch'egli il dolore del suo Digimon, crolla svenuto. Takato e Growlmon si incontrano quindi in "sogno", parlandosi ed entrando più in sintonia. Dopo questo momento insieme al suo Digimon partner, Takato utilizza una Carta Blu per permettere a Growlmon di matrixdigievolvere WarGrowlmon, il quale inizia a combattere contro Mihiramon. Mihiramon non riesce a capire come abbia fatto WarGrowlmon a digievolvere al suo livello e lo colpisce con una lama acuminata. Tuttavia, WarGrowlmon afferra Mihiramon per la coda e lo distrugge con un'Energia Plutonica da distanza ravvicinata.

#### Sandiramon
Sandiramon (サンティラモン?) è un Digimon animale sacro di livello evoluto il cui nome deriva dal mitologico Śaṇḍilya, uno dei Dodici Generali Celesti. È il Deva Serpente ed è agli ordini del Digimon Supremo Zhuqiaomon. In quanto seguace di Zhuqiaomon è il Deva più scaltro e crudele. Non gli piace terminare gli scontri in breve tempo, bensì preferisce sottrarre la vita al nemico tormentandolo poco a poco. Solitamente vive nelle profondità del terreno ed i movimenti sotterranei sono la sua specialità. Durante la battaglia è in grado di produrre una lancia di luce, la "Bǎo Kuí" (宝鉾? lett. "Lancia del Tesoro"), dalla sua bocca e di brandirla con abilità con la sua coda, avvolta intorno ad essa come una mano. Anche se la Bǎo Kuí svanisce una volta colpito l'avversario, finché Sandiramon ha ancora energia il Digimon può generarne un numero illimitato, caratteristica che comunque non altera l'efficacia dell'arma.
Sandiramon bioemerge nei tunnel della metropolitana di Shinjuku. Un uomo ammalato lo incontra per breve tempo, ma quando l'uomo racconta il fatto una guardia crede che stia delirando. Successivamente Sandiramon ritorna ed attacca i treni. Per una coincidenza Rika e sua nonna si trovano proprio nei tunnel. Rika e Renamon combattono contro il serpente e poi lo rincorrono per il tunnel. Henry e Terriermon si trovano invece su un treno che Sandiramon disintegra con facilità, anche se Henry riesce a proteggere i passeggeri rimasti. I due si affrettano poi a cercare Takato, ma non riescono ad individuarlo. Gargomon e Kyubimon combattono quindi contro Sandiramon, finché Takato e Guilmon non li raggiungono dalla superficie e aiutano i loro amici a sconfiggere il Digimon. Sandiramon muore, ma rivela di essere uno dei Deva e che gli altri lo vendicheranno.

#### Sinduramon
Sinduramon (シンドゥーラモン?) è un Digimon volatile sacro di livello evoluto il cui nome deriva dal mitologico Kinnara, uno dei Dodici Generali Celesti. È il Deva Gallo e serve il Digimon Supremo Baihumon. In quanto seguace di Baihumon, gli piace litigare e sparlare di chiunque. Con il suo atteggiamento provocatorio, riuscirà in qualche modo a scatenare un litigio con il suo avversario, ma quando questo si muoverà per attaccare il Digimon ritrarrà la testa e le ali all'interno della sua armatura di forma sferica. La sua armatura è la più resistente di tutto l'equipaggiamento dei Deva: una volta che il Digimon si ritrae al suo interno è assolutamente protetto. Quando si presenta in battaglia in questo stato, tuttavia, è occasionalmente possibile aprire una breccia. Proprio come Kumbhiramon, sul suo dorso possiede un pestello, il "Bǎo Chǔ" (宝杵? lett. "Pestello del Tesoro").
Takato, Guilmon, Henry, Terriermon e Calumon incontrano Sinduramon mentre si trovano in campeggio con la scuola. Inizialmente il Digimon è molto piccolo di dimensioni, tuttavia assorbe l'elettricità della città vicina e cresce fino a diventare della taglia di Growlmon. Possiede inoltre un gufo, il quale parla per lui. Takato e Henry si accorgono del blackout causato da Sinduramon e lo rincorrono fino alla diga, dove Guilmon e Terriermon digievolvono Growlmon e Gargomon per combattere contro di lui. Sinduramon viene sconfitto quando un attacco di Growlmon lo scaglia nell'acqua, portandolo alla distruzione a causa di tutta l'elettricità da lui assorbita. Dopo la distruzione di Sinduramon, il gufo posseduto torna normale e vola via.

#### Pajiramon
Pajiramon (パジラモン?, Pajramon) è un Digimon animale sacro di livello evoluto il cui nome deriva dal mitologico Pajra, uno dei Dodici Generali Celesti. È il Deva Capra e serve il Digimon Supremo Zhuqiaomon. Benché si narrino diverse cose riguardo a questo Digimon, è stato accertato che ha il potere di controllare i sogni. Brandisce la potente balestra "Bǎo Gōng" (宝弓? lett. "Balestra del Tesoro").
Pajiramon e Vajramon appaiono nel centro della città nel mondo reale ed iniziano a scatenarsi, ingurgitando ogni apparecchio digitale che possa aiutarli a stabilizzarsi. Gargomon trova delle gravi difficoltà nell'affrontarla, mentre Pajiramon si sente offesa dai tentativi del Digimon di resisterle. Quindi Henry utilizza una Carta Blu per permettere a Gargomon di matrixdigievolvere Rapidmon, il quale distrugge Pajiramon e sembra distruggere Vajramon.

#### Vajramon
Vajramon (ヴァジラモン?) è un Digimon animale sacro di livello evoluto il cui nome deriva dal mitologico Vajra, uno dei Dodici Generali Celesti. È il Deva Bufalo ed è un servo del Digimon Supremo Ebonwumon. In quanto seguace di Ebonwumon, è sempre a caccia della verità, mirando al distacco da ciò che riguarda il materiale e l'emozionale. La sua personalità da guerriero apprezza l'onore e disprezza la codardia e l'effeminatezza. Essendo il Deva dalla forza fisica maggiore e ben curata, può brandire con facilità le sue spade gemelle "Bǎo Jiàn" (宝劍? lett. "Spada del Tesoro") che porta intorno alla vita.
Pajiramon e Vajramon appaiono nel centro della città nel mondo reale ed iniziano a scatenarsi, ingurgitando ogni apparecchio digitale che possa aiutarli a stabilizzarsi. È Renamon ad affrontarlo ed il Digimon si diverte molto durante il loro combattimento. Quindi Henry utilizza una Carta Blu per permettere a Gargomon di matrixdigievolvere Rapidmon, il quale distrugge Pajiramon e sembra distruggere Vajramon.
Sfortunatamente, Vajramon sopravvive. Il Digimon prova a convincere Renamon a passare dalla sua parte, ma quest'ultima alla fine rivela di avere solo cercato di usarlo per ottenere informazioni e matrixdigievolve Taomon con l'aiuto della sua partner Rika. Sentendosi tradito, Vajramon cerca di uccidere Taomon ma finisce con l'essere ucciso dal potere del Digimon.

#### Indramon
Indramon (インダラモン?, Indaramon) è un Digimon animale sacro di livello evoluto il cui nome deriva dal mitologico Indra, uno dei Dodici Generali Celesti. È il Deva Cavallo ed è agli ordini del Digimon Supremo Zhuqiaomon. In quanto seguace di Zhuqiaomon ha una personalità intollerabilmente arrogante. Quando apre la sua bocca ne vengono fuori solo vanterie: il Digimon è costantemente attento in maniera maniacale alla lucentezza della sua criniera e della sua coda. È appagato dai suoi talenti e ridicolizza coloro che lavorano duro. Tra tutti i Deva, Indramon è ai ferri corti in particolar modo con Vajramon. Nonostante la sua attenzione maniacale, in battaglia è relativamente poco raffinato; usando la gigantesca conchiglia a tromba legata alle sue braccia, la "Bǎo Bèi" (宝貝? lett. "Conchiglia del Tesoro"), malmena il nemico brandendolo come un randello.
Indramon bioemerge nel mondo reale. Il primo essere vivente con cui parla è Impmon, ridendo di lui per le sue dimensioni ridotte. Successivamente accusa Impmon di avere addosso "il tanfo degli umani" e gli dice che "un Digimon che è stato accudito dagli umani non ha rispetto per sé stesso", suggerendogli di abbandonare i suoi sogni di digievolvere. In quel momento arriva Renamon, con Indramon che non manca di esprimere tutto il suo disprezzo per i due Digimon, accusandoli di essere patetici. Subito dopo sparisce, ma successivamente ritorna e combatte contro Impmon, nonostante dica a Renamon che combatterebbe volentieri anche con lei. Indramon gioca con Impmon per molto tempo prima di infliggergli danni seri, per poi affrontare Growlmon, Gargomon e Kyubimon, mettendoli tutti fuori combattimento con un colpo. Indramon è quindi costretto a sparire grazie a Yamaki e al suo programma Shaggai. Torna successivamente, di dimensioni ancora più grandi. Growlmon, Gargomon e Kyubimon lo affrontano nuovamente e nuovamente perdono. Tuttavia, Takato riesce a far matrixdigievolvere Growlmon in WarGrowlmon grazie ad una Carta Blu disegnata da Kazu, riuscendo quindi a sconfiggere Indramon.

#### Kumbhiramon
Kumbhiramon (クンビラモン?) è un Digimon animale sacro di livello evoluto il cui nome deriva dal mitologico Kumbhīra, uno dei Dodici Generali Celesti. È il Deva Topo ed è agli ordini del Digimon Supremo Ebonwumon. In quanto seguace di Ebonwumon, che fa un gran vanto della sua enorme sapienza, è un saggio che interpreta la parte di "sfidante" negli Zen Kōan di Ebonwumon. Solitamente è in grado di predire lo stato mentale di chiunque, ad eccezione di Ebonwumon, e ha l'abitudine di confondere l'avversario annunciando la sua prossima mossa. Anche se fa uso di sarcasmo con tono piuttosto caustico, nel doppiaggio originale il Digimon finisce tutte le sue frasi con la particella "~chū". Anche se non è molto forte e non è adatto per scagliarsi contro il nemico, Kumbhiramon, tramite le sue potenti abilità di telecinesi, manovra liberamente un gigantesco pestello di ferro grande quanto il suo stesso corpo, il "Bǎo Chǔ" (宝杵? lett. "Pestello del Tesoro"), arma posseduta anche da Sinduramon.
Kumbhiramon bioemerge all'interno di un impianto fognario. Jeri e Calumon lo incontrano e, dopo avergli chiesto se per caso sia il partner della ragazza, vengono inseguiti da lui finché Leomon non bioemerge nel mondo reale ed inizia a combatterlo. Kumbhiramon ritorna successivamente ed utilizza il suo attacco Krimíśa per combattere, ma Gargomon aiuta Leomon a sconfiggerlo.

#### Vikaralamon
Vikaralamon (ヴィカラーラモン?) è un Digimon animale sacro di livello evoluto che deriva dal mitologico Vikarāla, uno dei Dodici Generali Celesti. È il Deva Cinghiale e serve il Digimon Supremo Ebonwumon. In quanto seguace di Ebonwumon, è un fine osservatore che contempla qualsiasi cosa dall'esterno senza mai perdere il suo ampio sorriso. Anche se possiede l'abilità speciale di dormire con gli occhi aperti, presto si capisce che il Digimon sta dormendo a causa del suo russare e del digrignare dei suoi denti. La ruota di luce che fuoriesce dalla sua bocca, la "Bǎo Lún" (宝輪? lett. "Ruota del Tesoro"), ha un effetto diverso a seconda del colore che assume: una Bǎo Lún blu cattura il nemico, una Bǎo Lún gialla è in grado di trasportare cose assumendo la forma di un disco, una Bǎo Lún verde ha effetti altamente curativi e così via. Esistono diverse variazioni.
Vikaralamon è l'ultimo Deva a bioemergere nel mondo reale. Grazie alla sua taglia massiccia, alla sua durevolezza estrema e alla sua grande forza, Vikaralamon riesce a causare una grande distruzione a Shinjuku. Poiché gli attacchi dei Digimon al livello campione dei Domatori non hanno effetto su di lui, i tre matrixdigievolvono al livello evoluto e così WarGrowlmon, Rapidmon e Taomon lo affrontano nuovamente. Tuttavia, gli attacchi di Vikaralamon portano dei grandissimi problemi ai tre Digimon, specialmente a WarGrowlmon, che si ritrova intrappolato sotto una sfera di luce per la maggior parte del combattimento. Nel frattempo, Mitsuo Yamaki si prepara ad attivare il programma Shaggai, ma il Deva cinghiale apre un varco nel cielo una volta che Shaggai viene attivato. Quando Makuramon utilizza un suo attacco sul palazzo di Hypnos, tutto lo staff è costretto ad evacuarlo e Vikaralamon torna ad attaccare. Questa volta è l'esercito a cercare di fronteggiarlo, ma senza successo. Nel mentre, Takato trasferisce la sua forza a WarGrowlmon che quindi riesce a liberarsi e a distruggere Vikaralamon con un'Energia Plutonica.

#### Makuramon
Makuramon (マクラモン?) è un Digimon animale sacro di livello evoluto il cui nome deriva dal mitologico Mahoraga, uno dei Dodici Generali Celesti. È il Deva Scimmia ed è il servo del Digimon Supremo Baihumon. È inoltre l'unico Deva a non avere corna e occhi rossi. La sua arma è la potente sfera di cristallo "Bǎo Yù" (宝玉? lett. "Gioiello del Tesoro").
Dopo essere bioemerso nello stesso momento di Indramon, Makuramon appare per la prima volta travestito da essere umano e spia i Domatori, notevolmente interessato a Calumon. Mentre assiste alla battaglia tra Leomon e Kumbhiramon, capisce infine che Calumon è la DigiEntelechia. Quando Vikaralamon bioemerge, Makuramon rivela la sua vera forma e spiega ai Domatori i loro obiettivi - ottenere maggiore potere così da poter sconfiggere i loro nemici. Attacca quindi il portale creato da Shaggai e lo distrugge. Quando Vikaralamon viene sconfitto, Makuramon rapisce Calumon. Anche se Leomon prova a fermarlo, il suo maestro, il Digimon Supremo Zhuqiaomon, lo protegge e gli garantisce una via di fuga.
Makuramon fugge quindi a Digiworld, ma durante il viaggio di ritorno perde Calumon e si ritrovava a doverlo cercare, chiedendo l'aiuto di Majiramon. Il Digimon viene attirato dalla luce della Digievoluzione quando Calumon consente ad alcuni Woodmon di digievolvere in Cherrymon. Cyberdramon attacca quindi Makuramon e Majiramon, ma il Deva scimmia lascia a quest'ultimo il compito di occuparsi dei Domatori. Quando diviene chiaro che Majiramon sta per perdere, Makuramon appronta una veloce ritirata. Quindi si imbatte in Suzie, guardata a vista da Antylamon, e cerca di portarla da Zhuqiaomon come tributo per evitare una punizione. Tuttavia, Antylamon respinge il suo attacco.
Makuramon incontra la sua fine quando prova a fare la predica a Beelzemon per i danni che sta infliggendo a Digiworld. Beelzemon per tutta risposta lo attacca ed assorbe i suoi dati. Inoltre, il Digimon utilizza l'attacco di Makuramon in una battaglia successiva.

#### Majiramon
Majiramon (マジラモン?) è un Digidrago sacro di livello evoluto il cui nome deriva dal mitologico Anila, uno dei Dodici Generali Celesti. È il Deva Drago ed è agli ordini del Digimon Supremo Azulongmon. in quanto seguace di Azulongmon, è estremamente calcolatore ed odia anche solo alzare un dito se la cosa non gli apporterà nessun vantaggio. Tuttavia, se si rende conto che la cosa lo avvantaggerà, vorrà ficcare il naso in qualsiasi affare, non importa di che genere. Ha l'abitudine di fissare un prezzo per qualsiasi cosa e di riferirsi a delle particolari materie o sostanze tramite il loro costo in denaro. Durante la battaglia, scaglia contro il nemico le frecce "Bǎo Shǐ" (宝矢? lett. "Frecce del Tesoro"), costituite da peli della sua coda e vibrisse trasformate. Tra l'altro, il Digimon valuta una Bǎo Shǐ 5000¥.
Makuramon richiede l'aiuto di Majiramon per cercare Calumon. Majiramon e Makuramon perlustrano quindi Digiworld finché non vengono attirati dalla luce della Digievoluzione quando Calumon permette a dei Woodmon di digievolvere in Cherrymon. Cyberdramon attacca i due Deva e Majiramon prova ad occuparsi dei Domatori. Il Deva drago è vicino alla vittoria, ma Ryo Akiyama utilizza la Carta Amplificante per far crescere di dimensioni Cyberdramon, dandogli abbastanza forza da sconfiggere Majiramon.

#### Caturamon
Caturamon (チャツラモン?) è un Digimon animale sacro di livello evoluto il cui nome deriva dal mitologico Catura, uno dei Dodici Generali Celesti. È il Deva Cane ed è un servo del Digimon Supremo Baihumon. In quanto seguace di Baihumon, presta attenzione ai suoi compagni seguaci Makuramon e Sinduramon come se questi fossero i suoi fratelli minori (anche se questi ultimi non sembrano ricambiare questo tipo di legame). Il suo senso della giustizia è molto forte ed il Digimon si sente insoddisfatto quando non riesce a rendere una cosa chiara, in nero su bianco. Quando tutti i suoi compagni discutono, Caturamon a volte funge da moderatore o da giudice presidente, trasformandosi nel suo gigantesco martello "Bǎo Chuí" (宝鎚? lett. "Martello del Tesoro") e dando il suo giudizio sulla colpa e l'innocenza.
Dopo la sconfitta di Impmon da parte di Indramon, Caturamon lo contatta da Digiworld e continua a piantare i semi della rabbia di Impmon come sua debolezza. Da Digiworld, Caturamon promette ad Impmon il potere che lui non possiede in cambio della distruzione dei Domatori. Anche se in principio è riluttante, Impmon alla fine acconsente e Caturamon lo porta nel mondo digitale. Zhuqiaomon conferisce quindi ad Impmon il potere di megadigievolvere in Beelzemon. Dopo la distruzione di Infermon da parte di Beelzemon, Caturamon gli ordina di adempiere ai termini del patto. Il Digimon si presenta quindi ai Domatori distruggendo la barriera di Taomon e rapendo nuovamente Calumon. Dopo che il Digimon cane consegna Calumon al suo padrone, Zhuqiaomon gli ordina di sistemare la traditrice Antylamon. Mentre Gallantmon e Beelzemon si scontrano, Caturamon prova ad eliminare Lopmon, ma Terriermon devia il colpo a lei direttole, assorbendolo con il suo corpo. Gallantmon quindi distrugge il Deva, ma Beelzemon arriva in tempo per acquisire i suoi dati e divenire più forte.
Nonostante la sua morte, Caturamon sarà causa di diversi problemi per Terriermon a causa del colpo subito per proteggere Lopmon da un attacco del Deva Cane. Il Digimon, una volta matrixdigievoluto in Rapidmon, si dimostrerà infatti più debole del solito ed ancora ferito, condizione che durerà fino alla sua Biodigievoluzione insieme a Henry in MegaGargomon.

#### Antylamon
Antylamon (アンティラモン?, Andiramon) è un Digimon animale sacro di livello evoluto il cui nome deriva dal mitologico Aṇḍīra, uno dei Dodici Generali Celesti. È il Deva Coniglio e serve il Digimon Supremo Azulongmon. In quanto seguace di Azulongmon, possiede uno spirito gentile. Le piacciono le piccole cose e, poiché vi si dedica con profonda tenerezza, se qualsiasi cosa dovesse provare a minacciarle la sua personalità risulterebbe completamente cambiata, attaccando con le sue asce "Bǎo Fǔ" (宝斧? lett. "Asce del Tesoro"), costituite dalle sue braccia trasformate in affilatissime asce. Una volta persa la sua compostezza, il Digimon inizia a scatenarsi e non si calma finché del nemico non resta che il ricordo.

### Digimon bioemersi

#### Lynxmon
Lynxmon (ランクスモン?), Digimon animale di livello armor, con l'aspetto di una lince di fuoco. Affronta Rika e Renamon nell'episodio "Il ritorno dei Digimon". Takato sogna il combattimento tra le due fazioni come se fosse presente sulla scena. Renamon infine elimina Lynxmon con il suo attacco Pioggia di Diamanti e ne assorbe i dati.

#### Goblimon/Fugamon
Goblimon (ゴブリモン?, Goburimon) è un evil Digimon di livello intermedio simile ad un goblin o un piccolo orco, affrontato da Rika e Renamon in "Domatori di Digimon". Il Digimon non sembra essere un gran problema per Renamon, ma continua comunque a combattere. Successivamente, grazie al potere del vicino Calumon, digievolve in Fugamon (フーガモン?, Fuugamon), evil Digimon di livello campione assomigliante ad un Ogremon di colore rosso e con i pantaloni tigrati, ciò lo rende simile ad un Oni. Il Digimon appena digievoluto attacca fondamentalmente alla cieca, distruggendo ogni cosa cercando di arrivare a Renamon, ma viene sconfitto facilmente ed assorbito dal Digimon volpe, che prima lo stordisce con una raffica di calci e poi lo elimina con la Pioggia di Diamanti. A differenenza degli altri Goblimon, questo ha gli occhi bianchi privi di pupille.

#### Gorillamon
Gorillamon (ゴリモン?, Gorimon), Digimon animale di livello campione, simile ad un enorme gorilla con una cannone al posto del braccio destro. Era un potente avversario di Terriermon nel videogioco di Digimon prima che entrambi bioemergessero nel mondo reale. Gorillamon distrusse un Numemon, un Vegiemon ed un Monochromon prima della Digievoluzione di Terriermon in Gargomon e della sua relativa sconfitta. Qualche tempo dopo, Gorillamon riesce a bioemergere nel mondo reale. Il Campo Digitale creato dalla sua presenza insegue direttamente Terriermon e Henry, finché non riesce ad intrappolarli in un cantiere. Quindi Gorillamon si materializza per affrontarli, supportati da Takato e Guilmon, in battaglia, alla ricerca di vendetta per la sua sconfitta. Tuttavia, Henry non è disposto a lasciar combattere Terriermon e chiede a Gorillamon di tornare a Digiworld, il quale però non vuole sentire ragioni ed attacca Terriermon e Guilmon. Henry si rifiuta di far digievolvere nuovamente Terriermon e lo digimodifica con la Carta dei Bracciali Amplificanti, che il Digimon utilizza per immobilizzare l'avversario. Terriermon riesce quindi a scagliare il suo attacco Raffica Magnetica all'interno del cannone di Gorillamon, causando un'esplosione che lo distrugge. Henry vieta quindi a Terriermon di assorbire i suoi dati, nella speranza che il Digimon possa fare ritorno a Digiworld.

#### Vilemon
Vilemon (イビルモン?, Evilmon) è un evil Digimon di livello campione con l'aspetto di un demonietto, che bioemerge nel campo da calcio della scuola di Takato mentre Guilmon e Calumon stanno giocando. Vilemon presto prova di essere molto più forte di quanto la sua piccola taglia lasciava suggerire e fa fuggire i due Digimon. Presto Takato, Henry e Terriermon arrivano in soccorso dei loro amici ed utilizzano la Carta delle Ali e quella dell'Ipervelocità per aumentare le loro possibilità di vittoria. Mentre Vilemon si prepara ad attaccare nuovamente, Takato si affretta a prendere una nuova carta, ma Rika e Renamon giungono sulla scena e Vilemon inizia a combattere con loro. Rika quindi decide di imbrogliare Vilemon digimodificando Renamon con la Carta del Clone, inducendo il Digimon malvagio ad attaccare una finta Renamon. La vera Renamon riesce così a distruggere facilmente Vilemon, polverizzandolo con la sua pioggia di diamanti ed assorbendone i dati.

#### Allomon
Allomon (アロモン?) è un feroce Digisauro simile ad un Allosauro blu di livello armor bioemerso nel mondo reale, che viene affrontato da Rika e Renamon. Per contrastare i suoi attacchi basati sul fuoco, Rika decide di digimodificare Renamon con la Carta del Pugno Congelante, ma l'attacco di Allomon si rivela più forte. Con Renamon a terra, Allomon sembra essere il vincitore finché Guilmon e Terriermon non distraggono Allomon. Renamon si ricompone velocemente e, apparentemente offesa di essere stata salvata, dice a Guilmon e Terriermon di stare fuori dai piedi prima di congelare completamente Allomon e poi distruggerlo con la Pioggia di Diamanti, acquisendone poi i dati.

#### Dokugumon
Dokugumon (ドクグモン?) è un Digimon insetto di livello campione con l'aspetto di un orribile ragno, che bioemerge nel mondo reale e viene affrontato da Rika e Renamon. Il Digimon riesce a legarle entrambe con la sua tela, ma Renamon riesce a liberare Rika con la sua Pioggia di Diamanti. La ragazza quindi digimodifica Renamon con la Carta delle Falci di Snimon, permettendole di liberarsi. Tuttavia, Dokugumon riesce a catturare Renamon e a scagliarla via, per poi attaccare Renamon con il suo attacco. Tuttavia, Renamon riesce a frapporsi all'attacco e a difendere Rika, per poi svenire. Tuttavia, quando Rika prega Renamon di non lasciarla, appare Calumon ed i suoi poteri vengono attivati, permettendo a Renamon di digievolvere Kyubimon per la prima volta. Kyubimon dà quindi alle fiamme la tela di Dokugumon, distruggendolo poi con il suo attacco Fluido Celeste ed assorbendo i suoi dati.

#### Devidramon
Devidramon (デビドラモン?) è un Digidrago oscuro di livello campione trovato da Impmon durante le sue scorribande nel parco. Il Digimon si trova ancora nel suo Campo Digitale, durante il processo di Bioemersione, ma Impmon lo prende in giro ed il Digimon fuoriesce dal Campo, sorvolando poi la città alla ricerca di un avversario. Dopo aver avvistato Guilmon, il Digimon lo attacca: Takato prova a digimodificare il suo Digimon partner diverse volte, ma Devidramon si rivela troppo forte. Quando Devidramon immobilizza Guilmon contro un muro, Takato grida il suo nome, scusandosi per averlo accusato ingiustamente poco prima. Calumon, che stava svolazzando in zona, attiva quindi i suoi poteri, facendo digievolvere Guilmon in Growlmon. La battaglia seguente è piuttosto dura, con Devidramon che trasporta Growlmon in cielo e lo lascia cadere al suolo, ma Growlmon riesce a distruggere Devidramon con una sua PiroMeteora e ne assorbe i dati.

#### IceDevimon
IceDevimon (アイスデビモン?), Digimon angelo caduto di livello campione, simile a Devimon ma colorato di bianco e con poteri legati al ghiaccio. É un serial killer, responsabile dell'uccisione e dell'acquisizione di molti Digimon per poter diventare più potente. Nell'episodio "L'orgoglio di Rika", il Digimon bioemerge nel mondo reale ed inizia a perseguitare Rika, che crede severa e crudele come lui ed in grado di farlo diventare ancora più forte. IceDevimon prova a tentarla descrivendole il suo potere, infine rapendola e portandola in una caverna ghiacciata sulla cima di un grattacielo. Anche se le mostra la tomba delle sue numerose vittime, la ragazza riesce a resistere alla tentazione e rifiuta l'offerta. IceDevimon chiede quindi un duello contro Renamon, la quale intanto si dirige verso la caverna. Nel mentre Takato, Guilmon, Henry e Terriermon raggiungono Rika e provano a liberarla, ma IceDevimon intrappola i due Digimon nel ghiaccio. Renamon infine appare, ma IceDevimon è troppo potente per lei; anche dopo che Rika ammette che Renamon è sua amica e che quest'ultima digievolve Kyubimon non è comunque in grado di sconfiggerlo. Guilmon e Terriermon riescono però a liberarsi dal ghiaccio: Takato utilizza sia la Carta delle Ali che quella dell'Ipervelocità digimodificando Guilmon e facendogli distruggere IceDevimon ed assorbire i suoi dati. A causa di questi sviluppi, Rika trova di nuovo difficoltà nell'accettare Renamon come un'amica e quasi abbandona la carriera di Domatrice.

#### Musyamon
Musyamon (ムシャモン?), Digimon mago di livello campione con l'aspetto di un samurai ed è uno dei tanti Digimon oscurati che cercano di convincere Rika a domarli. Successivamente, un altro Musyamon prova a bioemergere nel mondo reale, fermato una prima volta dal programma Yuggoth di Hypnos. Tuttavia, il Digimon riprova a penetrare nel mondo reale e nel farlo distrugge Yuggoth, apparendo sulla Terra nei pressi del Guard Rail di Shinjuku. Dopo aver terrorizzato degli automobilisti, viene affrontato da Takato e Guilmon; Takato prova ad utilizzare nuovamente la combinazione di carte che gli aveva permesso di sconfiggere IceDevimon, ma la tattica fallisce. Nel frattempo Henry non vuole lasciar combattere Terriermon, ma quando una bambina rincorre il suo palloncino all'interno del Campo Digitale e Musyamon è sul punto di ucciderla, Henry capisce che ci sono alcune battaglie che devono essere combattute e permette a Terriermon di digievolvere Gargomon per proteggerla. Gargomon riesce a sistemare Musyamon colpendolo da distanza ravvicinata con il GargoMitra, distruggendolo ed assorbendone i dati.

#### Flybeemon
Tre Flybeemon (フライビーモン?), Digimon insetto di livello armor simili a libellule rosse, appaiono in un campo da baseball di Shinjuku nell'episodio "Un legame in crisi" e vengono affrontati da Renamon, che combatte senza l'aiuto di Rika. Il Digimon elimina il primo facilmente, ma viene poi colpita dal pungiglione di uno degli altri due, il quale la indebolisce, per poi essere colpita da un doppio attacco. I due Flybeemon rimasti provano quindi ad annientarla, ma il Digimon riesce a piazzarsi alle loro spalle e ad eliminarli entrambi con la Pioggia di Diamanti, acquisendone poi i dati.

#### Harpymon
Harpymon (ハーピモン?) è un Digimon animale mitico di livello armor con l'aspetto di un'arpia. Viene affrontato da Renamon non appena questo bioemerge nel mondo reale, allo scopo di provare la propria forza senza Rika. Takato, Henry ed i loro Digimon presto arrivano in soccorso, ma Renamon impedisce loro di partecipare alla battaglia fino all'arrivo di Rika. Renamon riesce ad atterrare Harpymon senza l'aiuto di Rika, ma poi inizia a riflettere sulle ragioni di tutto e Harpymon la sorprende con un attacco. Quando prova a finire Renamon, Rika fa tutto quello che può per impedirlo, colpendola con un bastone appuntito e rivoltando Harpymon contro di lei. Renamon digievolve quindi Kyubimon e distrugge Harpymon con il suo attacco Fiamme Celesti: tuttavia, decide di non assorbire i suoi dati perché si rende conto che il suo legame con Rika è tutto quello di cui ha bisogno.

#### DarkRizamon
DarkRizamon (ダークリザモン?, DarkLizarmon) è un Digidrago oscuro di livello campione simile ad un rettile composto da fiamme oscure, che bioemerge nel mondo reale e viene attaccato e sconfitto da Takato e Guilmon. Tuttavia, improvvisamente, appaiono numerosi elicotteri di Hypnos e DarkRizamon viene neutralizzato da alcune bombe a gas nonostante le sue preghiere a Takato di farlo diventare più forte. Yamaki porta DarkRizamon al quartier generale di Hypnos e diviene la cavia per i loro esperimenti mirati a comprendere qualcosa di più sui Digimon. Le susseguenti scannerizzazioni dei dati a cui viene sottoposto dissipano i suoi dati, i quali vengono poi distrutti. Mentre muore, DarkRizamon lancia un'enigmatica richiesta al proprio "padrone": di "cambiare colore" al mondo reale.

#### Apokarimon/Mephistomon/Gulfmon
In The Adventurers' Battle, Apokarimon (アポカリモン?), Digimon sconosciuto, cerca di bioemergere nel mondo reale, ma viene affrontato da Omnimon. Durante la battaglia, Apokarimon riformatta i propri dati in Mephistomon (メフィスモン?, Mephismon), evil Digimon di livello evoluto, e, anche se Omnimon lo attacca, questo non riesce ad interrompere la sua bioemersione.
Mephistomon prova un odio profondo per tutte le forme di vita, così trama per distruggere il mondo e tutto ciò che si trova in esso. Per fare ciò si camuffa nei panni di Ryuuji Tamashiro, il presidente dei Laboratori VP di Okinawa. Diventa presto famoso per la sua parte nel marketing del V-Pet, un cucciolo digitale che lui ha modificato affinché altri Digimon possano bioemergere e diventare suoi servi.
Takehito Uehara, il creatore originale del V-Pet, individua il virus che Mephistomon ha impiantato nei V-Pet e crea un programma vaccino che impianta nel V-Pet originale, il quale si manifesta come Seasarmon. Quando Mephistomon viene a sapere del vaccino, invia i suoi servi a rapire Takehito e a scoprire la posizione del vaccino. Quando Uehara rivela che il vaccino si trova in Seasarmon, Mephistomon getta il suo travestimento ed attacca Seasarmon ed i Domatori. Entrando in battaglia, il Digimon trascina il gruppo in una dimensione apocalittica modellata su come ha intenzione di ridurre il mondo reale, ma viene sconfitto, permettendo al programma vaccino di attivarsi ed epurare il virus. Viene rivelato che Mephistomon non è morto in realtà e digievolve in Gulfmon (ガルフモン?, Galfmon), Digimon animale oscuro di livello mega, una forma più grande e potente, ma meno intelligente. I Digimon al livello campione dei Domatori non riescono a fargli nemmeno un graffio, ma i poteri di Calumon si attivano digievolvendo i tre Digimon al livello evoluto. Quando Gulfmon li attacca, i tre combinano i loro poteri nell'attacco Trinity Burst (Esplosione della Trinità) trafiggendo e distruggendo Gulfmon.

#### Locomon/GranLocomon e Parasimon
In Runaway Digimon Express, Locomon (ロコモン?), Digimon macchina di livello evoluto assomigliante ad una locomotiva, che bioemerge nel mondo reale. Il Digimon inizia ad andare a tutta velocità sulle rotaie dei treni di Tokyo, creando un Digivarco per Digiworld alla stazione di Ichigaya. Hypnos ed i Domatori lavorano insieme per cercare di fermare Locomon. Growlmon inizialmente prova a fermare il treno, ma fallisce e regredisce in Guilmon. Il Digimon va quindi a chiedere aiuto agli altri Domatori, mentre Takato, Rika e Renamon si intrufolano a bordo di Locomon. Una volta a bordo, Rika prova ad attaccare la fornace di Locomon, ma viene attaccata da Parasimon (パラサイモン?), Digimon parassita di livello mega simile ad un grosso insetto rosa. Beelzemon, alla guida di Behemoth, attacca anche lui Locomon, ma a stento lo impensierisce. A quel punto, Rika si rivolta agli altri e li attacca. Presto si capisce che è controllata da Parasimon e che Parasimon è anche responsabile per essersi impossessato di Locomon e di averlo spedito a Tokyo.
Gli altri Domatori raggiungono Locomon e riportano Guilmon dal resto del gruppo, il quale libera immediatamente Rika dal controllo di Parasimon. Parasimon costringe Locomon a digievolvere in GranLocomon (グランドロコモン?, GrandLocomon), Digimon macchina di livello mega simile ad una grossa locomotiva armata. Il nuovo Digimon attacca Takato e Guilmon, che biodigievolvono Gallantmon e lo distruggono. Tuttavia, Parasimon riesce ad inviare un segnale nel Digivarco prima di sparire, che permette a molti altri Parasimon di bioemergere e di iniziare a distruggere la città. I Domatori ed i loro Digimon si uniscono all'aspra battaglia con l'orda di Parasimon, ma vengono sopraffatti finché Gallantmon non digievolve in Gallantmon Crimson Mode ed usa la sua Spada Supersonica per annientare l'intero sciame. Dopo la battaglia, GranLocomon regredisce in Locomon e ritorna a Digiworld.

### Digimon di Digiworld

#### Omnimon
In The Adventurers' Battle, Omnimon (オメガモン?, Omegamon), Digimon guerriero di livello mega, appare per rincorrere un Apokarimon, che successivamente riformatta i suoi dati in Mephistomon, finché il nemico fugge nel mondo reale. Successivamente, aiuta i Domatori portandoli al nascondiglio di Mephistomon in un laboratorio abbandonato ad Okinawa.

#### Maildramon
Maildramon (メイルドラモン?), Digimon androide di livello armor simile ad un drago robotico, ed è uno dei primi due Digimon che appaiono nella serie. Il Digimon insegue Calumon nell'area tra Digiworld ed il mondo reale e viene poi affrontato da un DarkTyrannomon. Maildramon atterra DarkTyrannomon, ma quest'ultimo digievolve MetalTyrannomon grazie a Calumon ed elimina Maildramon.

#### DarkTyrannomon/MetalTyrannomon
DarkTyrannomon (ダークティラノモン?, DarkTyranomon) è il Digisauro di livello campione che ricorda un versione oscura di Tyrannomon, che attacca Maildramon nell'area tra Digiworld ed il mondo reale mentre quest'ultimo insegue Calumon. Maildramon riesce quasi a vincere la battaglia, finché DarkTyrannomon riesce a digievolvere in MetalTyrannomon (メタルティラノモン?, MetalTyranomon), Digimon androide di livello evoluto, grazie al potere di Calumon. L'energia provocata spedisce Calumon verso il mondo reale, mentre MetalTyrannomon calpesta Maildramon, distruggendolo.

#### Meramon
Meramon (メラモン?), Digimon di fuoco di livello campione, è il primo Digimon che i Domatori incontrano una volta arrivati a Digiworld. Meramon li attacca, credendoli nemici, ma quando Leomon lo sconfigge con il suo Pugno Regale si scusa e confessa loro quanto gli piacerebbe andare nel mondo reale. Durante la notte, i ragazzi riescono a stento a sfuggire ad un branco di Jagamon, ma Meramon non è così fortunato, calpestato a morte dopo aver provato a contrastarli. Renamon ipotizza che Meramon stesse provando ad impadronirsi del loro territorio. La mattina dopo, i Domatori erigono un tumulo in memoria di Meramon.

#### Jagamon
In seguito al loro incontro con Meramon, i Domatori vengono svegliati poco dopo durante la notte da un branco di Jagamon (ジャガモン?, Jyagamon), Digimon pianta di livello evoluto simili a patate antropomorfe. I ragazzi ed i loro Digimon riescono a spostarsi in tempo, ma Meramon viene travolto ed ucciso. Il mattino dopo, i Jagamon si "piantano" nel terreno: mentre gli altri preparano un tumulo in memoria di Meramon, Kazu e Kenta svegliano uno di loro e lo estraggono dal terreno. Il Digimon spiega che lui ed il suo branco non volevano ferire Meramon: loro stavano semplicemente provando a difendersi. Takato mostra ai Jagamon dei disegni di Calumon e Makuramon: i Jagamon asseriscono di aver visto il Deva scimmia e indicano al gruppo la direzione da lui presa.
Mesi dopo, dopo la battaglia sulla Terra contro i Parasimon, quando Locomon torna a Digiworld un Jagamon è tra i Digimon che si intravedono nel deserto.

#### Jijimon e Babamon
Nell'episodio "Jijimon e Babamon", Rika, Renamon, Kazu e Kenta finiscono al di fuori di una casa all'interno di una valle segnata da venti fortissimi. I residenti nella casa sono Jijimon (ジジモン?), Digimon antico di livello mega, e sua moglie Babamon (ババモン?), Digimon antico di livello mega, che combattono tra di loro perché sono annoiati. I due vecchietti sembrano felici di avere ospiti e danno ai ragazzi e a Renamon un pasto caldo. Quando Kazu e Kenta chiedono loro di diventare i loro partner, i due sono confusi. Infatti, i due Digimon credevano di dover essere loro i Domatori e di dover addestrare Kazu e Kenta, finché Renamon non pone fine alla loro rissa violenta facendoli volare giù da una rampa di scale. Quando Rika e gli altri lasciano la casa di Jijimon e Babamon, questi ultimi riprendono a combattersi a vicenda per divertirsi. Successivamente, quando Calumon rilascia il potere della Digievoluzione Luminescente, Jijimon e Babamon appaiono con gli altri Digimon di livello mega che si radunano per aiutare i Supremi a combattere il D-Reaper.

#### MudFrigimon
Nell'episodio "Una moto misteriosa", Takato, Guilmon, Henry, Terriermon, Jeri e Leomon si imbattono in un villaggio di MudFrigimon (ツチダルモン?, Tsuchidarumon), Digimon mutante di livello campione che ricordano dei pupazzi fatti di fango, nel bel mezzo del deserto, che è costantemente attaccato da una motocicletta malvagia di nome Behemoth. Quando Behemoth appare nuovamente, Leomon riesce a salvare un giovane MudFrigimon e così gli altri MudFrigimon accolgono il gruppo nel migliore dei modi. Un anziano MudFrigimon spiega loro che si trovano nel "villaggio dimenticato dei dati smarriti o desueti", che (così come i MudFrigimon stessi) fu creato da dati inutilizzati. Quando Behemoth attacca per l'ennesima volta, Guilmon riesce a sbalzarne il suo posseduto pilota (un Choromon), ma finisce per essere posseduto lui stesso. Leomon elimina il controllo mentale su Guilmon e la moto finisce in una pozza di lava, solo per riemergerne poco dopo con Beelzemon (Digievoluzione di Impmon) come suo guidatore. Successivamente i MudFrigimon vengono tutti esposti alla Luce della Digievoluzione, ma la forma in cui si siano evoluti è sconosciuta.

#### Choromon
Choromon (チョロモン?), Digimon macchina di livello primario simile ad un mouse del computer, è il guidatore della moto Behemoth quando questa attacca il villaggio dei MudFrigimon; la sua volontà è stata soggiogata dal veicolo. Quando Guilmon salta accidentalmente al posto di guida, Choromon viene sbalzato via e spiega agli altri il modo in cui la moto si impadronisce delle menti altrui. Leomon riesce poi a liberare a sua volta Guilmon e la moto diventa proprietà di Beelzemon.

#### Clockmon
Clockmon (クロックモン?), Digimon macchina di livello campione simile ad un orologio antropomorfo, abita la Piana degli Orologi di Digiworld ed è amico di Hagurumon. Quando Rika, Renamon, Kazu e Kenta si ritrovano in questa Piana, Clockmon cerca di dare loro un avvertimento che però arriva troppo tardi, in quanto Rika libera accidentalmente Megadramon dalla sua prigione. Quando Renamon lo affronta, Clockmon e Hagurumon sono molto emozionati nello scoprire che lei è stata nel mondo reale. Kyubimon fallisce nello sconfiggere Megadramon, ma Ryo, il Digimon Tamer leggendario, ed il suo Digimon partner Cyberdramon giungono giusto in tempo per sconfiggere il Digimon, mentre Clockmon e Hagurumon non risparmiano elogi al ragazzo.
Successivamente, quando Calumon rilascia il potere della Digievoluzione Luminescente, Clockmon e Hagurumon sono tra i Digimon che vengono esposti ad esso. Non è espressamente dichiarato nella serie in che forma siano digievoluti i due, ma è probabile che si trasformino nel Machinedramon che apparirà da lì a poco.
Un altro Clockmon appare nella serie di Fusion Battles Hunters, dove è il partner del venditore di orologi. Rispetto al primo Clockmon, il secondo non ha il fantoccio armato di martello posto sulla sua testa.

#### Hagurumon
Hagurumon (ハグルモン?), Digimon macchina di livello intermedio simile ad un ingranaggio vivente, abita la Piana degli Orologi insieme a Clockmon. Quando Rika, Renamon, Kazu e Kenta si ritrovano nella Piana, Rika libera per sbaglio Megadramon dalla sua prigione e Renamon lo affronta. Hagurumon e Clockmon sono molto emozionati quando scoprono che Renamon proviene dal mondo reale. Successivamente Renamon digievolve Kyubimon e Hagurumon esprime il desiderio di digievolvere anche lui prima che Megadramon respinga le Fiamme Celesti di Kyubimon e causi un'esplosione, che colpisce Hagurumon e fa volare via uno dei suoi ingranaggi. Immediatamente dopo appaiono Ryo e Cyberdramon ed il Digimon sconfigge Megadramon. Ryo risistema quindi l'ingranaggio perso da Hagurumon, così che lui e Clockmon iniziano a riempire di complimenti e ad elogiare il "Digimon Tamer leggendario". Hagurumon si chiede anche se un giorno riuscirà ad andare nel mondo reale e a trovare un Domatore.
Successivamente, quando Calumon rilascia il potere della Digievoluzione Luminescente, Hagurumon e Clockmon sono tra i Digimon che vengono esposti ad esso. Non è espressamente dichiarato nella serie in che forma siano digievoluti i due, ma è probabile che si trasformino nel Machinedramon che apparirà da lì a poco.

#### Megadramon
Dopo essere finiti nella Piana degli Orologi di Digiworld, Rika, Renamon, Kazu e Kenta rinvengono un orologio inceppato, che la ragazza aggiusta, liberando improvvisamente Megadramon (メガドラモン?), un Digidrago oscuro di livello evoluto con l'aspetto di un grosso drago serpentiforme meccanizzato. Il Digimon attacca Renamon, pianificando di acquisire i suoi dati per poter recarsi nel mondo reale, ma Renamon digievolve Kyubimon per affrontarlo, venendo tuttavia sconfitta da un suo attacco. Tuttavia, improvvisamente appare Cyberdramon, il quale riesce a sconfiggere facilmente Megadramon con i suoi Globi Perforanti e a rispedirlo sottoterra. Il Domatore di Cyberdramon, Ryo, calma Cyberdramon e poi inceppa nuovamente l'orologio per tenere Megadramon imprigionato.

#### Nohemon
Kenta viene spaventato da un gruppo di Nohemon (ノヘモン?), Digimon balocco di livello armor, che appaiono silenziosamente vicino ai Domatori nell'area in bianco e nero di Digiworld; tuttavia, Ryo rassicura tutti rivelando che sono innocui.Assomigliano a degli spaventapasseri.

#### Knightmon
Knightmon (ナイトモン?), Digimon guerriero di livello evoluto, fa la ronda durante la notte per i corridoi del castello nell'area in bianco e nero di Digiworld. Quando i Domatori trascorrono la notte nel castello Kenta si spaventa alla sua vista, ma Ryo spiega che il Digimon è innocuo se si rimane lontani dal suo cammino.

#### Doggymon
Calumon incontra il folle Doggymon (ドッグモン?, Dogmon), Digimon balocco di livello campione, simile ad cane dei cartoni animati, mentre vaga per il deserto di Digiworld alla ricerca dei Domatori. Calumon prova a chiedergli aiuto, ma Doggymon risponde scagliando contro di lui una raffica di piccoli proiettili. Annusa quindi Calumon, dichiarandolo il "pranzo", causando la fuga del Digimon.
Un Doggymon appare anche a Digiworld quando Locomon vi torna dopo la battaglia dei Parasimon nel mondo reale in "Runaway Digimon Express".

#### Orochimon
Nell'episodio "Il momento di Kazu", Orochimon (オロチモン?), Digidrago oscuro di livello evoluto, ha schiavizzato un villaggio di Gekomon dopo essere caduto da un altro livello di Digiworld, costringendoli a produrre continuamente sakè per lui. Un Andromon prova continuamente a sconfiggere Orochimon senza successo e Jeri finisce con l'essere rapita da Orochimon affinché gli serva del sake per sempre. Orochimon viene distrutto da Leomon quando Jeri lo digimodifica con la Carta di LadyDevimon. Il personaggio e la sua storia sono ispirati allo Yamata no Orochi.

#### Gekomon
Un Gekomon (ゲコモン?), Digimon anfibio di livello campione simile ad una rana, è tra i Digimon in ombra che chiedono a Rika di domarli.
Un altro esponente della specie è tra gli sfortunati Digimon visti congelati nella collezione di Digimon sconfitti di IceDevimon
Quando Calumon vaga nel deserto di Digiworld, un Gekomon ed un Otamamon lo osservano correre via da Doggymon.
Successivamente, Guilmon, Rika, Renamon, Kazu, Kenta, Jeri e Leomon si imbattono in un piccolo villaggio di Gekomon dominato da Orochimon, che costringe i Digimon a produrre sake per lui. Andromon è determinato a sconfiggere Orochimon, ma i Gekomon non vogliono combattere. Andromon decide di combattere da solo, ma ogni volta che decide di farlo finisce solo per ferirsi e per danneggiare il villaggio. Così, quando il gruppo porta Andromon ferito al villaggio, il Capo dei Gekomon è considerevolmente scontento, ma viene poi convinto a lasciare ai ragazzi della Polvere Digitale residua dal sake per guarirlo. Andromon regredisce in Guardromon, che poi convince i Gekomon ad aiutarlo a sconfiggere Orochimon lasciandoli nascondere nei barili di sake che sarebbero stati consegnati sull'isola di Orochimon. Leomon alla fine distrugge Orochimon e i Gekomon sono nuovamente liberi di cantare di nuovo. Quando Calumon successivamente rilascia il potere della Digievoluzione Luminescente, questi Gekomon sono tra i Digimon che vengono esposti ad esso. Tuttavia, non è dato sapere in quale forma essi siano digievoluti.
Mesi dopo, quando Locomon torna a Digiworld dopo la battaglia dei Parasimon sulla Terra, un Gekomon appare tra gli altri Digimon presenti nella piana deserta che il Digimon percorre.

#### Otamamon
Quando Calumon vaga nel deserto di Digiworld, un Gekomon ed un  Otamamon (オタマモン?), Digimon anfibio di livello intermedio che ricorda un girino, lo osservano correre via da Doggymon.
Successivamente, Takato, Henry e Terriermon incontrano un gruppo di Otamamon nell'ambiente sottomarino di Digiworld. In tre vengono attaccati da un Divermon, il quale credeva che volessero fare del male agli Otamamon, ma dopo che Henry lo atterra con una brillante dimostrazione delle sue arti marziali il Digimon si scusa e li conduce ad un tubo che li avrebbe condotti al di fuori dell'acqua. Dopo aver scoperto che il tubo avrebbe colpito con una scossa elettrica tutto ciò che avesse provato ad attraversarlo, Henry suggerisce l'idea che gli Otamamon creino una bolla in cui lui, Terriermon e Takato possano viaggiare.
Mesi dopo, quando Locomon torna a Digiworld dopo la battaglia dei Parasimon sulla Terra, un Otamamon appare tra gli altri Digimon presenti nella piana deserta che il Digimon percorre.

#### Woodmon/Cherrymon
Attraversando giocosamente il deserto di Digiworld insieme ad alcuni Digignomi, Calumon viene osservato da tre Woodmon (ウッドモン?), Digimon pianta di livello campione simili a ceppi d'alberi viventi, che si chiedono cosa stia facendo. Mentre il Digimon danza felice sulla sua strada i suoi poteri si attivano, facendo digievolvere i Woodmon in altrettanti Cherrymon (ジュレイモン?, Jyureimon), Digimon pianta di livello evoluto simili ad alberi centenari, i quali vengono poi scagliati via da una palla di fuoco che annunciava l'arrivo di Majiramon e Makuramon.

#### Mokumon
Quando un gruppo di agenti speciali di Hypnos inseguono un uomo che credono essere Shibumi per dei vicoli, quest'ultimo sparisce in una nuvola di fumo, all'interno della quale si distingue la sagoma di Mokumon (モクモン?), Digimon di fumo di livello primario - è evidente che un Mokumon ha assunto le sembianze di Shibumi per portare a termine delle attività sulla Terra, inclusa quella di trasportare la Carta per la Digimodifica che presto sarebbe diventata una Carta Blu, la quale viene trovata da Jeremy, un amico di Kenta.
Successivamente, diversi Mokumon appaiono nell'enorme sala congressi e biblioteca in cui Takato, Henry e Terriermon discorrono con la coscienza traslata a Digiworld del vero Shibumi.

#### Tapirmon
Un Tapirmon (バクモン?, Bakumon), Digimon animale di livello intermedio con l'aspetto di un tapiro spettrale. É tra i Digimon in ombra che chiedono a Rika di domarli.
Successivamente, quando Suzie entra a Digiworld, la bambina rincorre brevemente un Tapirmon, che però la semina e sparisce nel sottosuolo.

#### Kiwimon
Quando Suzie finisce a Digiworld, dopo aver rincorso un Tapirmon e dei Digignomi, la bambina si toglie il cappotto e lo appende a ciò che crede essere una roccia; tuttavia, Kiwimon (キウイモン?), Digimon volatile antico di livello campione simile ad un grosso kiwi, esce da dietro la roccia con il cappotto sul becco. Suzie chiede che il cappotto le sia restituito, ma il Digimon prima lo scuote e poi colpisce il terreno di fronte a lei con il suo attacco, ridendo e correndo via.
Mesi dopo, quando Locomon torna a Digiworld dopo la battaglia dei Parasimon sulla Terra, un Kiwimon appare tra gli altri Digimon presenti nella piana deserta che il Digimon percorre.

#### Divermon
Dopo essere stati separati dai loro amici a causa di un Flusso di Dati, Takato, Henry e Terriermon finiscono nell'area sottomarina di Digiworld, dove incontrano alcuni Otamamon, che fuggono da loro. Divermon (ハンギョモン?, Hangyomon), Digimon animale acquatico di livello evoluto che ricorda una specie di pesce subacqueo, appare improvvisamente ed attacca il trio, pensando che voglia attaccare gli Otamamon. Henry riesce a disarmarlo del suo arpione e a schiantarlo in alcune rocce e Terriermon lo finisce con un TerrierTornado. Il Digimon quindi si scusa: i ragazzi gli chiedono se possa condurli ad un qualsiasi posto non ricoperto d'acqua. Divermon li conduce quindi ad un tubo, che li porta ad un incrocio di tanti tubi, dove incontrano alcuni Digignomi che li accompagnano alla biblioteca dove si trova Shibumi.

#### Armata Luminescente
La Digievoluzione Luminescente di Calumon permette a tutti i Digimon (esclusi quelli dei Domatori) di digievolvere al livello mega ed alcuni di essi si incontrano con i Digimon Supremi per aiutarli a combattere il D-Reaper. Oltre a Jijimon e Babamon, i Digimon che accorrono in soccorso dei Supremi sono MetalSeadramon (メタルシードラモン?), Machinedramon (ムゲンドラモン?, Mugendramon), una creatura che sembra Pukumon (プクモン?), Gryphonmon (グリフォモン?, Griffomon), Phoenixmon (ホウオウモン?, Hououmon), Boltmon (ボルトモン?), Plesiomon (プレシオモン?) e GranKuwagamon (グランクワガーモン?). Appaiono nell'episodio "L'arca dei Pionieri Digitali".

## Altre entità

### D-Reaper
Il D-Reaper, anche conosciuto come "il vero nemico", è una forma di vita digitale. Contrariamente alla maggior parte degli abitanti di Digiworld, in Tamers, questo non è un Digimon; mentre i Digimon discendono dal sistema di fauna virtuale creato dai "Pionieri Digitali", il D-Reaper fu presumibilmente creato alla fine degli anni settanta dal Dipartimento della Difesa degli Stati Uniti come programma di sicurezza per il loro progetto "ECHELON". È possibile che il D-Reaper sia solo un discendente del programma originale, tuttavia, che originariamente era conosciuto come "Reaper". Il solo scopo del D-Reaper consiste nell'epurare Digiworld una volta che il numero di forme di vita all'interno di esso sorpassi un certo numero, cercando di adempiere a questo compito con un'efficienza letale. Si trova in ibernazione nelle profondità del mondo digitale all'inizio di Tamers, ma viene risvegliato ed inizia ad imperversare per il mondo digitale e per quello reale alla fine della serie. Anche se inizialmente si presenta in uno stato piuttosto primitivo, si pensa che la sua abilità di diventare abbastanza potente da controllare completamente Digiworld sia stata causata dalla sua ibernazione così in profondità all'interno del mondo digitale, tanto da connetterlo ad un'altra dimensione.
Nonostante sia un personaggio immaginario, le origini e la storia del D-Reaper sono collegate ad eventi ed organizzazioni realmente esistenti, come l'attacco del virus "Creeper", uno dei primi worm per computer a diffondersi significativamente, ed ECHELON, una reale rete segreta di rilevanza mondiale che si occupa di sistemi di sorveglianza.
Quando era impegnato a disegnare il D-Reaper, lo scrittore capo di Tamers Chiaki J. Konaka stava cercando un nemico per l'ultima saga della serie che non fosse "né un Digimon né un essere umano". Per poter creare questa entità, riunì insieme i tre disegnatori principali che avevano lavorato su Tamers.
«C'era il signor Kenji Watanabe, creatore del Digimon virtual pet e dei giochi. C'era il signor Katsuyoshi Nakatsuru, disegnatore dei personaggi umani. C'era il signor Shinji Aramaki, disegnatore delle scene di combattimento, ma anche di personaggi. Credevo che se questi tre avessero usato la loro immaginazione ed ideato il D-Reaper in competizione l'uno con l'altro, sarebbe nato un antagonista mai visto prima.»
Ognuna delle varie forme del D-Reaper fu creata da uno di questi artisti, ad eccezione del "Reaper", a cui lavorarono insieme sia Watanabe che Nakatsuru. Il design estetico generale del D-Reaper era quello di una "creatura digitale", esemplificata in alcuni dettagli come i contorni simili a dei puzzle degli Agenti o la costruzione di cavi telefonici/fibra ottica del Reaper e del Mother D-Reaper. Konaka sottolineò che lui rimase affascinato specialmente dai dettagli, ad esempio le ali dell'ADR-02. Aramaki fu anche il responsabile del design della "Zona D-Reaper" quando questa appare sulla Terra.
Il programma Reaper fu creato nei tardi anni '70, presumibilmente dal Dipartimento della Difesa degli Stati Uniti, prima dei Digimon e persino dei Digignomi, che apparvero nei tardi anni ottanta. Anche se ciò avvenne solo trent'anni prima dell'inizio della serie, in un Digiworld a crescita rapidissima ciò è paragonabile al periodo Cambriano (anni 542-488). Fu progettato affinché, qualora il numero delle forme di vita digitali sorpassasse un certo numero, le cancellasse per poi tornare ad uno stato di quiescenza, così da prevenire il sovraccarico di Digiworld. Tuttavia, quando fu scritto, il mondo digitale aveva piuttosto poco spazio RAM e, mentre la rete si espandeva esponenzialmente, il limite di avvio del D-Reaper permaneva basato sulla precedente figura molto meno popolata. Senza nulla da fare, il programma del D-Reaper divenne inattivo e rimase in profondità all'interno dei recessi della rete.
Approssimativamente in quel periodo, il virus "Creeper" infettò ARPANET, la rete di proprietà del Dipartimento della Difesa. Fu cancellato dal programma "Reaper", che fu presumibilmente creato per quest'unico scopo.
Nel 1980, il progetto di ricerca sulla Vita Artificiale "Tierra" diede il via alle operazioni. In ogni caso, il programma Reaper causò un genocidio di massa delle forme di vita virtuale appartenenti al progetto Tierra quando queste si moltiplicarono al di là di un certo limite di memoria. Per tutti gli anni '80, il sistema SIGINT conosciuto come "ECHELON" diede anch'esso il via alle operazioni tramite la leadership del Dipartimento della Sicurezza Nazionale degli Stati Uniti, che costruì basi per le comunicazioni in varie nazioni in tutto il globo. Si pensa che il programma di difesa utilizzato da ECHELON sia un predecessore del D-Reaper o il programma stesso.
Negli anni 2000, la rete si era espansa esponenzialmente. Ciò creò un enorme flusso di dati all'interno di Digiworld, che i Digimon sfruttarono per digievolvere e mutare. Anche se il sistema era grande abbastanza per sopportare questo peso, il Digimon Supremo Azulongmon sentì che ciò poteva risvegliare il D-Reaper e, con l'aiuto dei Digignomi, trasformò il programma Catalizzatore nella forma di un Digimon, Calumon. Anche se ciò rallentò enormemente la crescita e la Digievoluzione dei Digimon, non era sufficiente per placare il D-Reaper, che presto si riattivò. In quel periodo, tuttavia, si trovava ancora nel suo stadio più primitivo ed i Supremi tentarono di trovare soluzioni prima che il problema divenisse troppo grosso.
Il primo compito del Reaper fu di eliminare il worm per computer Morris. Nel 1990, il D-Reaper attaccò il Digiworld appena nato, che era stato di recente popolato dai Digimon. Il Reaper continuò a seguire il suo programma cancellando Digimon ed assorbendo i loro dati e presto andò incontro ad un'evoluzione lui stesso, digievolvendo oltre i normali Digimon e divenendo anche più potente del livello mega. Quindi, si seppellì autonomamente nelle profondità di Digiworld e passò ad uno stato quiescente, trasformandosi in un essere senziente.
Al suo risveglio, il D-Reaper rapisce Jeri per imparare qualcosa in più riguardo agli esseri umani, creando il suo primo Agente e conducendolo nel mondo reale. La parte principale del D-Reaper segue quindi i Domatori nel mondo reale tramite il sistema di Hypnos, iniziando immediatamente a diffondersi per il quartiere di Shinjuku, tenendo la Sfera Kernel in alto, in mezzo alle due torri del palazzo di Hypnos e segregando Jeri al suo interno come fonte di energia per via del suo dolore. Solo i Digimon biodigievoluti e di livello mega (come Beelzemon) sono in grado di combattere il D-Reaper, finché quest'ultimo non evolve nel Mother D-Reaper. Alla fine, il D-Reaper comincia un attacco globale alle reti di telecomunicazione della Terra e la maggior parte di Digiworld viene distrutta dall'entità digitale. Stabilisce inoltre che sia gli esseri umani che i Digimon siano ereditariamente distruttivi e quindi inadatti a vivere. Il D-Reaper richiama il Cable Reaper da Digiworld per assisterlo nella sua opera. Tuttavia, grazie agli sforzi combinati di tutti gli individui coinvolti nell'Operazione Buco Nero, il D-Reaper viene fatto regredire al suo originale stato inoffensivo, non più complesso di un normale calcolatore. MegaGargomon riesce ad invertire il flusso del varco attraverso il quale era passato il Cable Reaper quando quest'ultimo viene nuovamente trascinato a Digiworld dai Digimon Supremi, superando la velocità della luce e facendo così risucchiare dal vortice il Mother D-Reaper e tutta la massa del caos. Grazie a questo il D-Reaper retrocede (devolvere) fino a ridursi ad un semplice codice binario per poi essere eliminato senza problemi.
Il D-Reaper incontrato dai Domatori è considerevolmente diverso dal semplice programma per computer da cui si originò. Nel mondo digitale il D-Reaper appare nella forma di una grande massa caotica di melma rossa. Qualsiasi tipo di dato che viene in contatto con l'entità digitale viene immediatamente assorbito e disintegrato. Nonostante questo, i Digimon sono in grado di combattere contro il D-Reaper.
Nel mondo reale il D-Reaper appare ancora come una massa rossa. Tuttavia, non può assorbire oggetti così velocemente come a Digiworld. Lavora infatti più lentamente e si adatta alle situazioni studiando il mondo reale. Inoltre, le armi convenzionali come i missili non hanno effetti rilevanti sul D-Reaper.
Il D-Reaper, campionando le conoscenze e le caratteristiche di Jeri Katou, rapita da lui proprio a questo scopo, parla con la stessa voce della ragazza.
È quindi doppiato in giapponese da Yoko Asada e in italiano da Daniela Calò.

#### Agenti
Per compiere i suoi obiettivi, il D-Reaper utilizza una varietà di forme conosciute come "ADR" o "Agenti del D-Reaper". Contrariamente agli esseri umani e ai Digimon, gli ADR non sono esseri individuali e agiscono conformemente alla coscienza singola del D-Reaper. Quando agiscono al di fuori della Zona D-Reaper, sono connessi ad esso tramite dei cavi rossi, simili nelle loro funzioni a dei cordoni ombelicali. Quando questi cordoni vengono tagliati, l'Agente diventa molto più debole e facile da sconfiggere; inoltre, gli Agenti più deboli si distruggono completamente. Quando il D-Reaper crea un nuovo tipo di ADR, continuerà ad usarlo finché questo non sarà più utile o efficiente. Ai vari ADR viene conferito un nome secondo l'ordine in cui sono stati creati, anche se essi posseggono nomi in codice basati sul loro aspetto e sulle loro funzioni.

##### ADR-01: Jeri Type
L'ADR-01: Jeri Type è un Agente Spia la cui forma è basata su Jeri Katou quando la ragazza inizia a cadere in depressione, creata per analizzare il pensiero umano. Inizialmente è identica a Jeri, ma può evolvere in diverse variazioni. È stato disegnato da Katsuyoshi Nakatsuru.
Questo Agente è stato creato a scopo di spionaggio, facendo finta di essere Jeri mentre la ragazza è imprigionata nella Sfera Kernel. Lo Jeri-Type è unico tra gli Agenti ed è l'unico a non avere un cordone connesso al D-Reaper. Alla fine rivela la sua vera forma a Takato dopo averlo sedotto ed aver manipolato i sentimenti del ragazzo con il suo Scanner Mentale, scavando nei ricordi chiave relativi a Jeri di Takato. Viene scacciata dall'Amore Oceanico di MarineAngemon. Inizialmente lo Jeri-Type è assolutamente identico alla vera Jeri, ma, quando si rivela, assume un aspetto più adulto, a piedi nudi, dalla pelle blu, una forma quasi demoniaca basata sull'aspetto di Jeri. Viene infine riassorbita dal D-Reaper quando questo diventa il Mother D-Reaper. È un Agente dalla forza fuori dal comune, il suo volto serve da prima difesa per il Mother D-Reaper, mentre la sua versione senza volto, più forte della precedente, costituisce l'ultima difesa. Viene infine distrutta una volta per tutte da Gallantmon Crimson Mode. I fan l'hanno soprannominata "J-Reaper".
È doppiato in giapponese da Yoko Asada e in italiano da Daniela Calò.

##### ADR-02: Searcher
L'ADR-02: Searcher è un Agente per le Raccolte d'Intelligenza. È piccolo e non ha capacità offensive, ma solitamente appare in grandi sciami. È stato disegnato da Kenji Watanabe.
Creati per la raccolta d'informazioni, questi piccoli Agenti simili ad uccelli appaiono spesso in grande numero. Sono l'unico tipo di Agente che non è costruito per il combattimento. Inizialmente, i Domatori sono piuttosto prudenti quando hanno a che fare con essi, ma presto scoprono che sono relativamente innocui. Dopo che i Domatori riguadagnano l'abilità di biodigievolvere, Gallantmon distrugge un gran numero di questi Agenti.

##### ADR-03: Pendulum Feet
L'ADR-03: Pendulum Feet è un Agente per l'Attacco Contraereo. È il primo Agente offensivo creato dal D-Reaper ed usa le sue estensioni fluttuanti per eseguire attacchi da lontano. È stato disegnato da Kenji Watanabe.
Il primo Agente del D-Reaper che i Domatori affrontano assomiglia ad uno stereotipico fantasma con un corpo simile ad una veste, un volto simile a quello di una zucca e degli arti simili a dei cordoni con delle falci alle estremità. Ha l'abilità di copiare gli attacchi dei Digimon avversari. Costruito per il combattimento aereo, dispone di un attacco a pendolo a lunga distanza. Successivamente viene distrutto da Beelzemon Blast Mode. Un maggior numero di ADR-03 appare dopo che i Domatori riguadagnano l'abilità di biodigievolvere, ma gli Agenti vengono facilmente distrutti da Sakuyamon.

##### ADR-04: Bubbles
L'ADR-04: Bubbles è un Agente per Combattimenti Terrestri. Come il Searcher, è un piccolo Agente che appare in sciami, ma è in grado di usare i fucili a moto ondulatorio sulle proprie braccia per attaccare. È stato disegnato da Shinji Aramaki.
Sono dei piccoli Agenti simili a calamari costruiti per assalti terrestri; questi Agenti hanno dei cannoni ad impulso impiantati nelle loro braccia e si muovono in gruppo.

##### ADR-05: Creep Hands
L'ADR-05: Creep Hands è un Agente per Lotta Corpo a Corpo. È un'unità offensiva di media grandezza, che usa le sue braccia estensibili a forma di spirale per muoversi e per attaccare ravvicinatamente. È stato disegnato da Shinji Aramaki.
Questo Agente di media stazza è stato adattato al combattimento ravvicinato. Le sue braccia sono estensibili. Eliminato da Gallantmon e da MegaGargomon nel primo combattimento.

##### ADR-06: Horn Striker
L'ADR-06: Horn Striker è un Agente per il Comando Militare. È un'unità di combattimento di media grandezza e di incredibile potenza. È stato disegnato da Katsuyoshi Nakatsuru.
Questo Agente simile ad un coleottero verde è un avversario formidabile. Quando viene ferito può raggiungere proporzioni gigantesche, approssimativamente le stesse dell'enorme MegaGargomon. È molto forte e sono necessari gli sforzi combinati di Sakuyamon, MegaGargomon, Justimon e Antylamon per eliminarlo. Sono prodotti in massa per occuparsi della seconda difesa del D-Reaper, ma vengono facilmente distrutti da Gallantmon Crimson Mode.

##### ADR-07: Paratice Head
L'ADR-07: Paratice Head (una traslitterazione errata di Palates Head) è un Agente per la Ricognizione in Forze. È di dimensioni piuttosto grandi. Esegue attacchi sinistri ed imprevedibili. È stato disegnato da Kenji Watanabe.
Lo schema dei suoi attacchi è imprevedibile e la sua voce è uguale a quella di Jeri. Eliminato da Guardromon e Justimon. Un altro viene ucciso dal solo Guardromon. Uno dei suoi molti attacchi consiste nello sparare un raggio d'energia rossa presumibilmente o da una delle tante bocche disposte sul corpo dell'Agente o dai suoi tentacoli.

##### ADR-08: Optimizer
L'ADR-08: Optimizer è un Agente Nave Madre. È grande ed è in qualche modo simile al boss di metà livello di un videogioco. È stato disegnato da Kenji Watanabe, che ne focalizzò il design basandosi sulla sua enorme stazza.
Questo gigantesco Agente è una sorta di nave trasportatrice che contiene gli Agenti Bubbles all'interno del suo corpo. Può anche emettere un potente colpo d'energia blu dalla sua bocca. Si dimostra un avversario difficile da sconfiggere per Gallantmon, Sakuyamon, Justimon e Guardromon. Viene distrutto da Gallantmon quando questo ottiene Grani. Un secondo Optimizer viene distrutto nell'ultimo episodio dall'Amethyst Mandala di Sakuyamon.

##### ADR-09: Gatekeeper
L'ADR-09: Gatekeeper, anche conosciuto come "la Sfera del D-Reaper", è un Agente per la Difesa della Base. È formato per proteggere il nucleo del D-Reaper, la Sfera Kernel. È stato disegnato da Katsuyoshi Nakatsuru.
Questo Agente si forma intorno alla Sfera Kernel per proteggerla. Viene poi riassimilato all'interno del D-Reaper, formando il volto del D-Reaper nell'episodio "Verso la battaglia finale".

##### Reaper
Il Reaper, anche conosciuto come "Cable Reaper", è un Agente per la Sintesi delle Abilità. È la forma finale del D-Reaper, creato quando tutti i suoi Agenti rimanenti si fondono insieme per concentrare tutte le loro capacità d'attacco, superando i limiti dello stesso D-Reaper. È stato disegnato da Kenji Watanabe e Katsuyoshi Nakatsuru, che gli fornirono delle falci per simbolizzare che il Reaper rappresenta la personificazione della Morte.
La combinazione di tutti gli Agenti del D-Reaper a Digiworld oltrepassa i suoi stessi simili e per completare il suo piano deve infine fondersi con il Mother D-Reaper. Tuttavia, viene trascinato nuovamente a Digiworld dai Supremi, permettendo l'inizio dell'Operazione Buco Nero.

##### Mother D-Reaper
Il Mother D-Reaper è un Agente per la Sintesi delle Abilità. È la forma che viene creata quando il D-Reaper si unisce all'ADR-01, all'ADR-09 e alla coscienza degli esseri umani e dei Digimon che ha inglobato. Il suo corpo è composto da un numero infinito di cordoni, fibre ottiche e cavi elettrici e telefonici, inglobando anche l'intero quartiere di Shinjuku con la sua apparizione. È stato disegnato da Kenji Watanabe.
Usando l'energia negativa di Jeri, il D-Reaper che si trova nel mondo reale va incontro ad un'evoluzione avanzata, riassorbendo i suoi agenti e creando il Mother D-Reaper. Riesce a creare versioni più potenti dei suoi Agenti più letali ed ingloba l'intero quartiere di Shinjuku. I Domatori riescono a penetrare al suo interno (grazie alla Carta Rossa) e a salvare Jeri prima che il Mother D-Reaper cada vittima dell'Operazione Buco Nero. Viene infatti risucchiato all'interno di Shaggai e regredisce in un programma inoffensivo. Prima della sua distruzione, assomiglia ad una grossa massa rossa con una strana corona, quasi azteca o egiziana, e diversi occhi.

### Digignomi
I Digignomi (デジノーム?, Dejinomu) sono creature digitali che furono il risultato dell'evoluzione degli stessi dati di Digiworld di cui sono fatti i Digimon e che hanno il potere di esaudire desideri.
Furono creati nel 1980, rendendoli le prime creature digitali artificiali. I Digignomi esistevano già quando il D-Reaper attaccò Digiworld nel 1990. Molti di loro furono distrutti, così come molti Digimon, prima che il D-Reaper si ibernasse. Negli anni duemila, quando il D-Reaper stava lentamente riapparendo, Azulongmon fece trasformare ai Digignomi la Digievoluzione Luminescente (la fonte della Digievoluzione per tutti i Digimon) in un Digimon chiamato Calumon, che in qualche modo finì nel mondo reale.
Durante la serie, i Digignomi ricoprono diversi ruoli come aiutanti dei Supremi e anche di altri personaggi. Il loro ruolo iniziale è quello di dispensare le carte blu ai Domatori da parte di Shibumi. Quando Calumon viene catturato da Makuramon e la gabbia in cui si trova viene intrappolata in un circuito del limbo presente tra Digiworld ed il mondo reale, i Digignomi liberano il Digimon quando Makuramon perde la presa sulla gabbia e precipita a Digiworld. Rika e Renamon sono la prima squadra dei Domatori ad incontrare i Digignomi. Takato, Henry e Terriermon li vedono nella biblioteca in cui incontrano Shibumi a Digiworld. I Digignomi appaiono inoltre quando Suzie convince Antylamon a giocare con lei. Successivamente Takato vede i Digignomi volare verso il castello di Zhuqiaomon. Quando il D-Reaper inizia ad aumentare il suo potere, alcuni Digignomi sacrificano le loro vite per rilasciare il potere della Digievoluzione Luminescente attraverso Digiworld, innescando la Digievoluzione al livello mega di tutti i Digimon presenti a Digiworld. Un Digignomo poco dopo trasporta nella tasca di Kenta MarineAngemon ed il suo Digivice senza che nessuno se ne accorga. Durante la battaglia con il D-Reaper, Akemi e Mako (i Domatori di Impmon) ricevono un Digivice viola che compare dal nulla, mentre si vede un Digignomo che vola via dall'autobus dove si trovano i tre. Dopo la vittoria contro il D-Reaper, i Digimon dei Domatori sono costretti a tornare a Digiworld. Successivamente, un Digignomo esce dal nascondiglio di Guilmon e vola via. Il suo effetto è l'apertura del Digivarco per Digiworld, una prova che il Digignomo ha esaudito il desiderio di Takato di riunirsi a Guilmon.